# 法兰西岛大区快铁A线
法兰西岛大区快铁A线（法語：Ligne A du RER d'Île-de-France），简称RER A，是法兰西岛法兰西岛大区快铁的一条贯通巴黎市郊东西走向的线路，具有多个分支。该线路连接西偏北的圣日耳曼昂莱站（位於A1分支），塞尔吉高地站（位於A3分支），普瓦西站（位於A5分支），以及东偏南的布瓦西圣莱热站（位於A2分支），马恩拉瓦莱-谢西站（位於A4分支）。通过巴黎市中心，市区每个车站均可转乘巴黎地铁。
A线在楠泰尔省府站以西通往A3和A5分支的路段由法国国家铁路公司（SNCF）运营，其余路段由巴黎大众运输公司（RATP）运营。列车全归RATP所有。当前A线客流量居各条快铁线路之首。

## 历史
A线的前身是开往巴黎西郊的圣日耳曼线和开往东郊的万塞讷线。后根据大区快铁的方案，东西两线通过市中心新修的地下铁路合并，成为大区快铁A线，后经多次延伸成为今日的A线。

### 圣日耳曼线

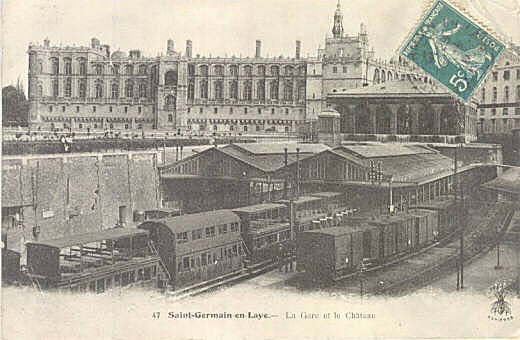
早年的圣日耳曼线

圣日耳曼线和万塞讷线分别建于19世纪30年代和50年代，其中圣日耳曼线是巴黎最早的郊区铁路，而两条郊铁由于客流量大而最终成为大区快铁东西轴向的首选。
19世纪30年代，法国经济快速发展，铁路运输日渐发达，促成了在巴黎大区修建市郊铁路的计划。其中佩雷尔兄弟提议并取得首条线路的经营权，这便是连接巴黎和西郊圣日耳曼昂莱的圣日耳曼线，线路亦同时作为巴黎－鲁昂铁路的第一段。圣日耳曼线的修建几乎没有遇到任何难题，进展十分顺利。1837年，自圣拉扎尔车站经楠泰尔城站到勒韦西内-勒佩克站的路段即投入使用，乘客坐毕全程仅需25分钟，通车首日即有18000人乘坐，大受欢迎。1847年，线路向西延长至圣日耳曼昂莱市中心的圣日耳曼昂莱站。 
圣日耳曼线建成后没有进行任何延伸，但圣拉扎尔路网却向其周边郊区开辟多条郊区铁路，巴黎西郊逐渐形成一个发达的铁路网，1855年西部路网联合成立了西部铁路公司。
圣日耳曼线亦划归西铁公司管理，采用蒸汽机车牵引。直至19世纪末20世纪初，蒸汽机车在线路效率和运行成本上的弊端促使当局对线路进行电气化改造，工程在1924至1927年之间进行，全线采用650伏特的第三轨供电，但到1966年考虑到大区快铁的建设问题改为架空电缆供电，并增加供电电压为1500伏特，即大区快铁RER在RATP路段的电压。

### 万塞讷线

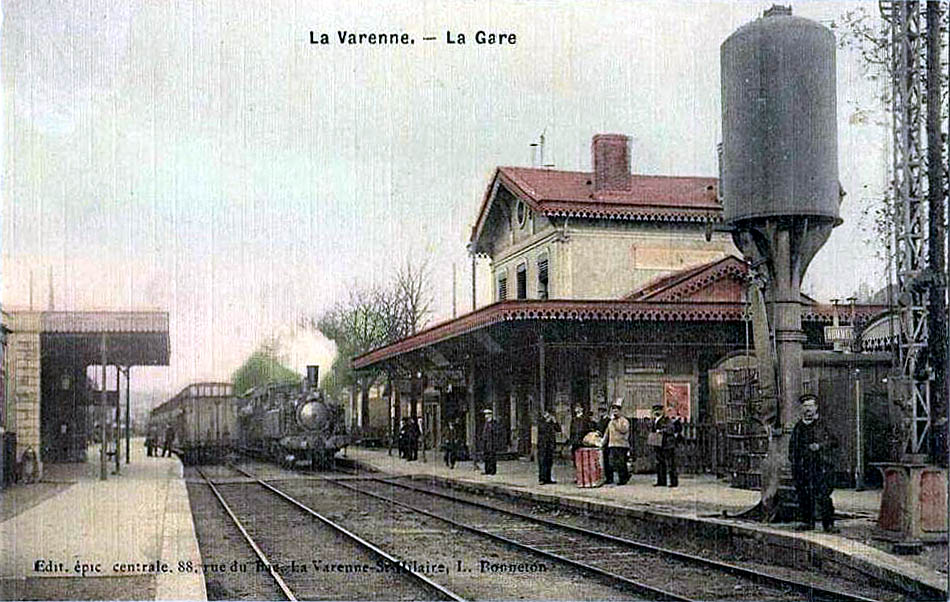
早年的万塞讷线

在圣日耳曼线开通后，巴黎西郊、北郊和南郊先后开通了多条类似的郊区铁路，唯独东部郊区由于人口偏少而没有轨道交通服务。拿破仑三世登基以后，前往万塞讷森林散步的人群增多，传统的马车无法满足需求，促成了万塞讷线的修建。而万塞讷线亦是东郊铁路发展策略的一部分，将和巴黎－米卢斯铁路相通。
万塞讷线由东部铁路公司经营，公司为了提高载客量有意增大线路走向的弯曲度来尽可能多的服务当地城镇。1859年自巴士底车站往拉瓦雷讷-谢讷维耶尔站的路段投入使用。
普法战争后当局决定再将万塞讷线延长。1872年线路延长至叙西-博讷伊站，两年后又延长至布瓦西圣莱热站。相对于前期的线路，这段延长线主要服务少数郊区客商，因而频率大大降低。之后1892年的延长由于客流量过少而遭到公司员工的反对，但最终如期竣工通车，延长至维尔讷伊湖站，和巴黎－米卢斯鐵路对接，线路长度增加至54公里。
万塞讷线在运行的同时还面临着路面电车以及后来开通的地铁1号线的竞争，东铁公司通过不断地增加频率来维持客流量，并且还计划对线路进行电气化改造，但最终没了下文。
1930年代的大萧条重创了万塞讷线；同时地铁1号线向东延伸还有路面电车的竞争令万塞讷线的客流量大跌60%。1938年东铁公司并入新成立的法国国铁，但这对经营状况也无济于事。不过南郊的索镇线的相关经历给了万塞讷线一个恢复元气的样本，于是1939年万塞讷线缩短至布瓦西圣莱热，1941年又诞生了将线路转交巴黎城铁公司的计划，但由于当时的政治形势未能实现。
二战后期布瓦西至维尔讷伊的线路曾经由于其他路网因战争受损而重开一段时间。此后分段陆续关闭至1960年代，万塞讷线的年客流量仅600万，不过战后的大区快铁计划和电气化改造给这条百年线路带来了希望。

### 快铁计划
早在1929年，巴黎城铁公司就提出通过市中心新建地下铁路连接郊区路网的计划，但该计划并未以圣日耳曼线和万塞讷线为首选，而是国玺线。然而，二战使得该计划被搁置。
1949年，巴黎城铁公司和巴黎公交公司合并，成立巴黎大众运输公司，即RATP。1956年3月，RATP路网部门经理马克·郎之万宣布重启快铁计划，计划包括一个十字形的「东西-南北」路网。而其中东西快铁将以西部的圣日耳曼线和东部的万塞讷线为基础进行构建，途经圣拉扎尔车站和巴士底车站。不过该线路并不绕经当时迅猛发展的拉德芳斯商务区，因此政府对该东西快铁方案犹豫不决。同年RATP开始接手对万塞讷线进行电气化改造。
1959年12月，RATP和SNCF经过研究后提出了东西快铁的新方案。路線绕经拉德芳斯並避开圣拉扎尔，穿越巴黎市中轴线和巴士底车站，与地铁1号线平行。西部接驳圣日耳曼线和西北部的蒙泰松，东部接驳万塞讷线和巴黎－米卢斯线。1960年3月14日经过一次跨部门会议，当局决定先修建东西快铁的一期路段，即「拉德芳斯-凯旋门」路段。1961年2月23日RATP接受了一期路段计划。

### 一期施工
1961年7月6日一期工程的4.8公里路段开始动工修建。公共施工和交通部部长罗贝尔·比朗在皮托岛打下象征性的一锄作为工程的奠基礼。两个终点站均呈矩形构造，线路大体笔直，只是向北略有弯曲，以避开讷伊桥。次年3月2日，线路资讯对公众发布。

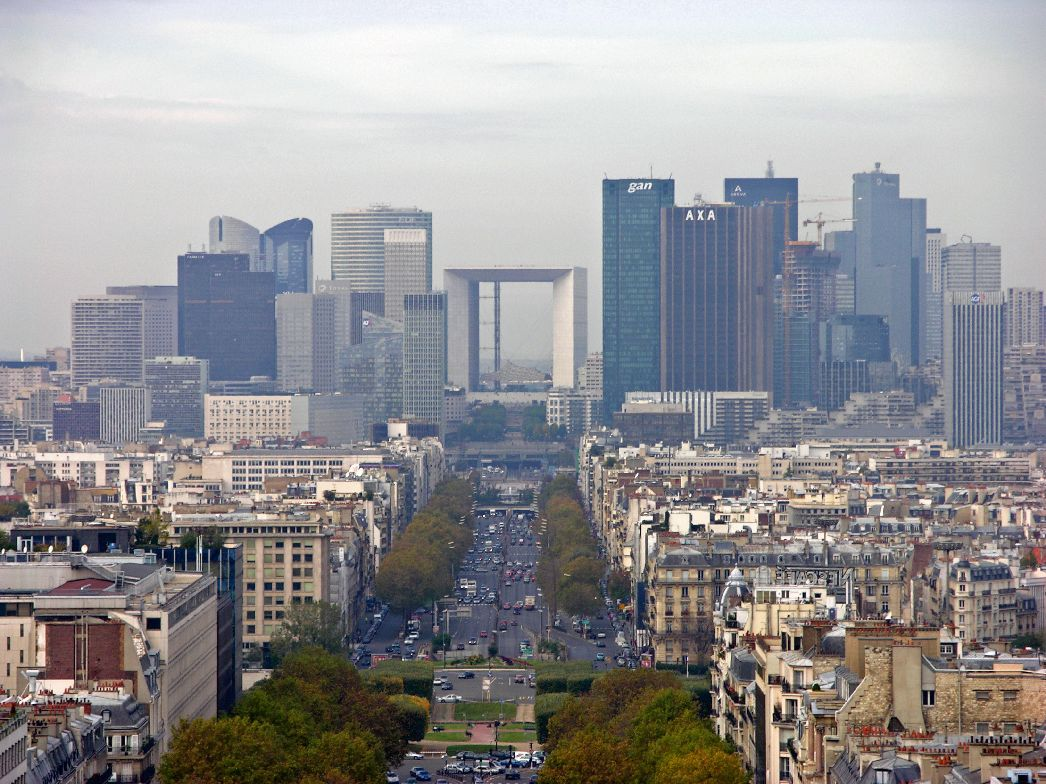
从凯旋门远眺拉德芳斯，东西快铁一期路段从地下经过

1962年初，线路中的拉德芳斯段开始动工兴建，线路采用钻挖法，在拉德芳斯地下23米处用掘进机掘进内径8.7米的隧道，但由于地质原因进展缓慢，1963年仅掘进160米，到1965年6月拉德芳斯段隧道完工，长781米。市区凯旋门段从1965年3月开始钻挖，进度较快但却发生过多起事故，包括3月18日塌方事故导致地铁1号线中断4天，1966年夏压缩空气引燃马约门的地下黄铁矿。1967年10月31日钻挖至西部的讷伊桥，距离凯旋门达2752米。由于拉德芳斯段进度太慢，塞纳河河底隧道施工方案改为和巴黎地铁的许多地下过河线路一样改用沉管法，放棄原先的钻挖法。7个沉箱从1966年4月14日开始填入河床，至1968年1月完成。
随着工程的进行，原有的快铁计划也作出相应的变更。1963年5月31日RATP管理层认为既有的线路和圣日耳曼线没有有效接驳，因此将中心路网的走向改到圣拉扎尔终点站附近的奥柏站，靠近巴黎歌剧院以吸引圣日耳曼线的客流，待数年后一期路网竣工时，将继续向东延伸直至奥柏站。同年6月6日，巴黎运输联合会对此表示赞同。而同时，东部路段也得到修改，不再经过巴士底车站而是前往民族站，并且线路将向南偏移至巴黎里昂车站。11月在拉德芳斯和楠泰尔之间的线路接驳又根据即将兴建的地面文化设施有所变更，将修建一条名为"N线"的新路径，包括两个新车站"P站"和"M站"，前者和圣日耳曼线接驳，后者兴建在文化中心的地底。
1965年，法兰西岛规划办（SDRIF，当时叫做巴黎大区城市化管理规划办）颁布了东西线的走向：将从西边的楠泰尔经拉德芳斯、凯旋门、圣拉扎尔-巴黎歌剧院商业集中区（三个地铁站中间修一个大站）、市中心、里昂车站、民族广场，最后在万塞讷接上旧有的万塞讷线，并新辟一条分支前往东部的几个城市优先发展区，和马恩河平行。

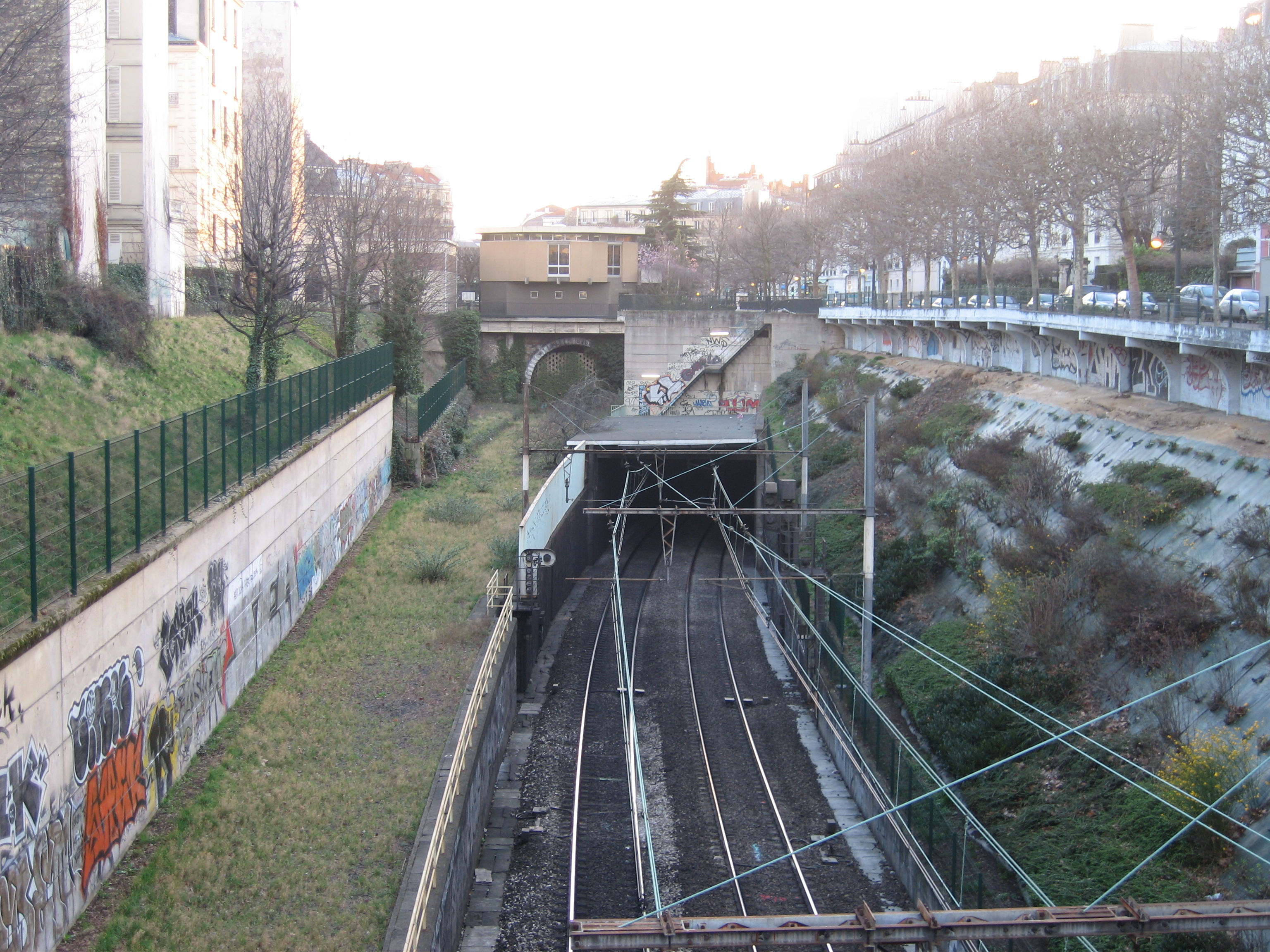
A线在巴黎东部的隧道口，左边是已经封死的万塞讷线旧隧道

1966年万塞讷线的现代化改造亦开始落实。改造工程由SNCF完成，但市区的路段由RATP负责。原有的车站站屋被拆毁，并重建了新的车站大堂，虽然新建的大堂在美学上并无任何考究，但后来很好的发挥了其应有功效，并时常和周边公交车站及停车场接驳。新的车站月台高度被增高到1.1米，月台长度扩充到225米，并新建了防雨棚，地下通道或人行天桥。原有的铁轨也被更换为60kg/m的重质轨，电气化改造给万塞讷线配备了1500伏直流电，同时信号系统也得到大幅更新。
1969年12月14日起民族站启用，新万塞讷线从此连接民族广场和布瓦西圣莱热，成为RER通车的第一部分，而其路网的所有权则由SNCF转交给RATP。随着民族广场车站启用，原来万塞讷线在巴黎市内的路段停用，停用的路轨平台最终被改建成为露天植物园平台。万塞讷线的老终点巴士底车站亦同时停用，后于1984年被拆毁，1989年在原址上兴建了巴士底歌剧院。同年位于东部近郊的丰特奈苏布瓦站亦启用。
1970年1月19日和2月20日，西段的一期路网随着夏尔·戴高乐-星形站和拉德芳斯站先后启用而完工。同年楠泰尔大学车站亦启用。至此RER的东西线包括东段的民族广场-布瓦西路段和西段的凯旋门-拉德芳斯路段。

### 中心路网

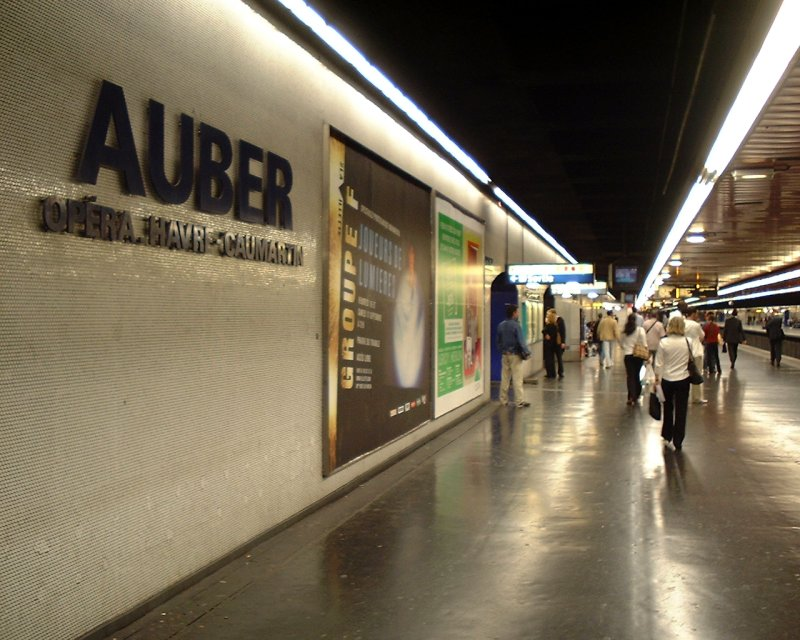
奥柏站

1971年11月23日，西段向东延伸一站至奥柏站，该站为当时世界上最大也最复杂的地下铁路车站。1972年10月1日，经历了5年的施工后，原圣日耳曼线在楠泰尔大学以西的路段全部并入RER，原先预计的"P站"最终由楠泰尔大学站替代，其路网所有权继万塞讷线以后亦由SNCF转交给RATP（不包括楠泰尔大学至圣拉扎尔车站的路段，其所有权仍属SNCF），在之前，圣日耳曼线亦经历了和万塞讷线相似的现代化改造施工。此时，东西线线路西段连接圣日耳曼和奥柏站。1973年10月1日，楠泰尔省府站（此前计划中的"M站"）启用，后来成为RATP和SNCF路网的互通点。
奥柏站和民族广场之间中心路段的修建则引发了诸多争议，施工成本高，工程任务繁重，未来运作方式尚不明了。甚至有人提议用普通地铁进行联络，无需再像前面路段那样进行大规模施工。不过在政府的大力支持下，RATP得以说服公众修建中心路段的必要性。1972年，位于巴黎中心地带的巴黎大堂正在进行翻新改造，刚好可以腾出空间修建一个地下车站以节约修建成本。1973年，中心路段正式动工兴建。工程包括三段隧道，总长5242米，和两个宽敞的地底车站，长度均超过300米。路线经过不利于施工的含水层和石灰岩下方25米，以及旧建筑密布的巴黎市中心区，总耗资50亿法郎。同年，根据此前增加新线服务努瓦西新发展区的计划，A线东部新辟一条分支前往大努瓦西东山站，中间兴建了3个新车站，其中一个可以和远郊铁路（后来演变成RER E线） 换乘。
1977年12月9日，奥柏站和民族广场之间的路段竣工，东西快铁全线通车，并命名为RER A线。RER B线也同时通车，AB两线在拥有7条路轨，长310米，宽79米的沙特莱-大堂站相交，成为大区快铁的东西轴向和南北轴向，当时的法国总统德斯坦参加了剪彩仪式。
A线全线通车的同日，努瓦西分支亦通车，此时，A线西起圣日耳曼（A1分支），在楠泰尔接上拉德芳斯和中心路网，在丰特奈分叉，东至布瓦西（A2分支），和努瓦西（A4分支）。

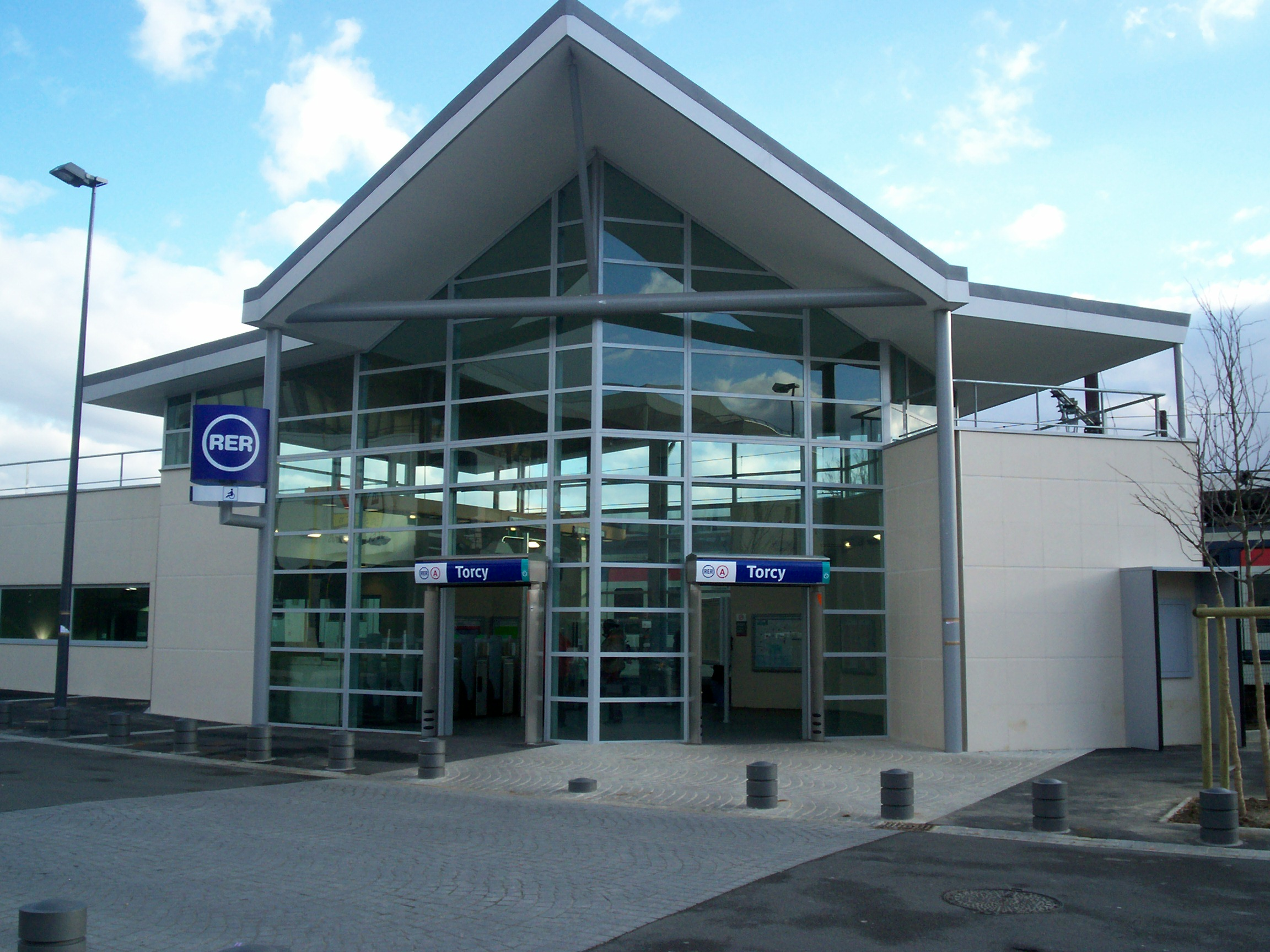
托尔西车站

### 马恩河谷延伸线
1980年12月19日，A4分支向东延长8764米至托尔西站（当时名叫Torcy - Marne-la-Vallée，一直到1992年），以服务巴黎东-马恩拉瓦莱大学。这段新线包含4个新车站，最后两站之间还兴建了一座跨越山谷的混凝土高架桥。
1985年底，美国迪士尼公司获准在马恩河谷修建迪士尼乐园，公司希望RER A线能延长到此，但RATP对此持保守态度，准备仅开通公共巴士服务，而当局根据长远的经济效应，批准A线再向东延长11公里至马恩拉瓦莱-谢西站，并且在彼处将新增一个TGV车站。工程自1988年9月开工，托尔西站的东部因此兴建了一个维修车厂和车库。1992年4月1日迪士尼路段竣工通车，以配合11天后迪士尼乐园的开业。相应的，中间新增两个车站以服务当地的新发展区。其中，欧洲谷站至2001年6月10日才启用，这是迄今为止A线上最新启用的车站。其周边有10000户居民，70万平方米的商务区和9万平方米的商业中心，该站耗资1190万欧元。

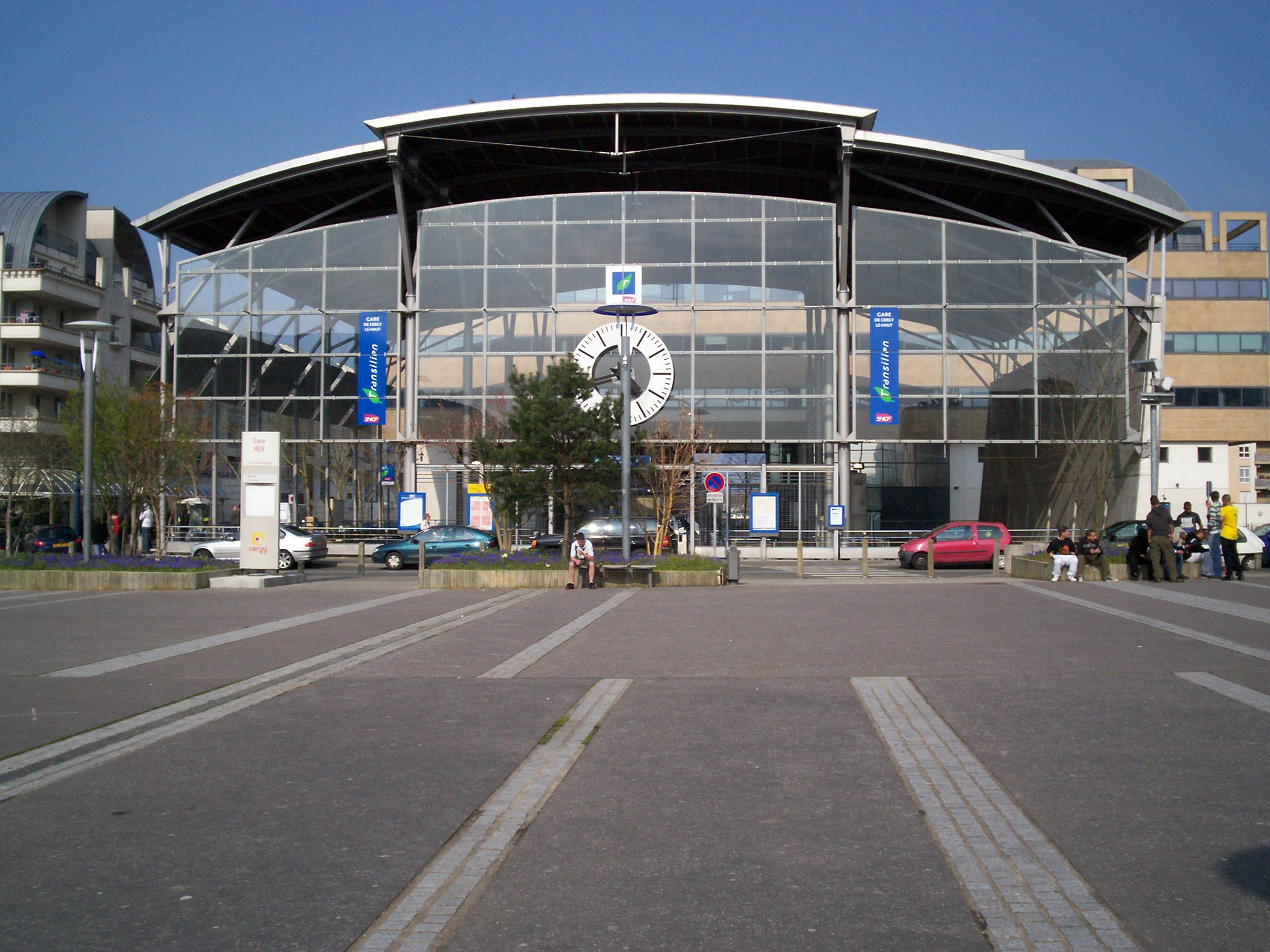
塞尔吉高地车站

### 东西互通和延伸
为了改善塞尔吉-蓬图瓦兹新区的无铁路交通状况，SNCF于1979年开通塞尔吉线（从既有的远郊铁路线上新辟）进行服务，和A线在楠泰尔大学站转乘。不过此前当局已于1976年计划将塞尔吉线整合进A线，1984年4月，这一决定对公众发布。相关工程包括从楠泰尔行政区站西部新建路轨和高架桥函接上巴黎-勒阿弗尔铁路线，以及兴建一个车库以应对RER列车的到来。1988年5月29日，A线西部新增分支前往塞尔吉圣克里斯托夫，成为A3分支。一年以后，普瓦西路段亦被并入A线，成为A5分支。1994年8月29日，A3分支延长至塞尔吉高地。

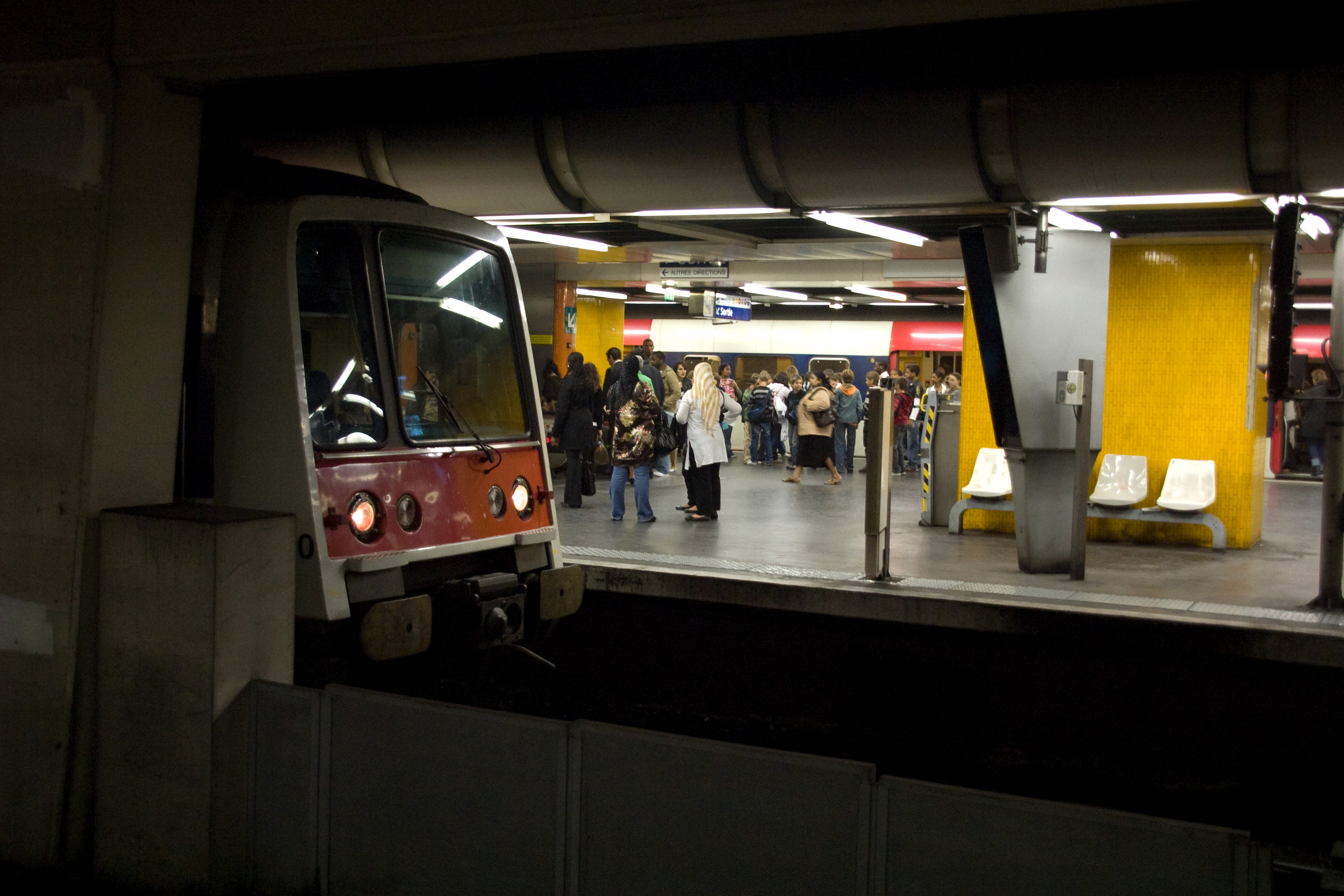
沙特莱-大堂站

A线从楠泰尔行政区向西的A3和A5分支（包括分支的共用路段） 由SNCF运营，而其它三个分支：A1，A2和A4，以及中心路网由RATP运营。列车要驶入SNCF路段须在楠泰尔行政区更换司机，反之亦然，因为列车在此站将从一个铁路网进入另一个铁路网，这种情形叫做互通。

### 近年发展
2002年9月2日，为应对高峰时段前后不断增长的客流，部分列车服务从那以后从托尔西延长至马恩河谷终点。同时，早间高峰班次亦进行了一次调整以更好的平衡各班列车的负载量。而在周末，通往马恩河谷-迪士尼终点的班次亦明显增多，尤其是日中的班次。2005年5月12日，A线通过了法国标准认证。
2006年12月11日起，塞尔吉和普瓦西的周末列车频次从原来的30分钟一班增加到20分钟一班。2008年2月4日起，RATP和SNCF大幅修改了A线在非高峰期的运作方式，以改善服务质素，特别是塞尔吉地区的服务质素，列车频次从原来的20分钟一班增加到10分钟一班。

### 线路走向

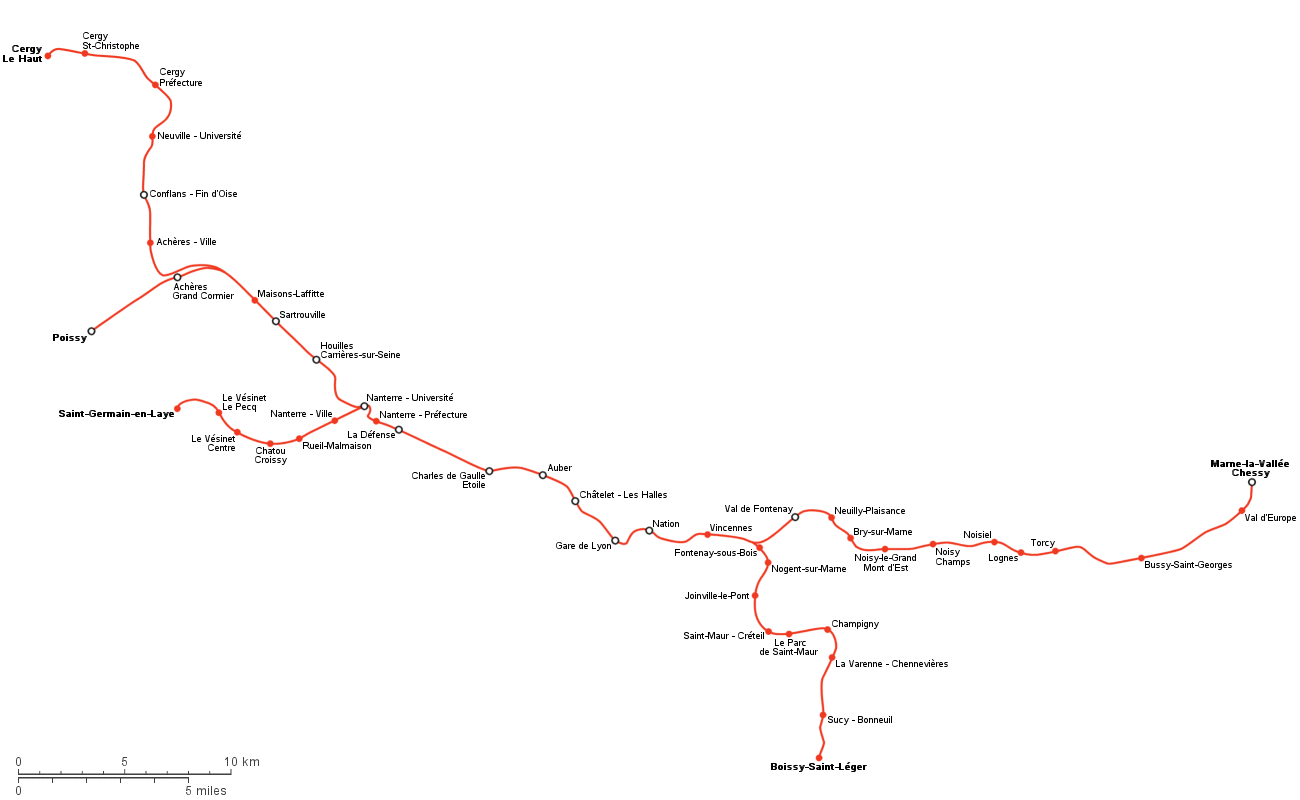
大区快铁A线的线路走向

## 线路走向和车站列表

### 车站列表
|    |   |   |   |    | 车站                                                 | 区域环数 | 途经城镇                         | 转乘其他列车                                                  |
| -- | - | - | - | -- | ---------------------------------------------------- | -------- | -------------------------------- | ------------------------------------------------------------- |
|    |   |   | · | A3 | 塞尔吉高地 Cergy — Le Haut                           | 5        | 塞尔吉 库尔迪芒什                | [T] · [L]                                                     |
|    |   |   | · |    | 塞尔吉圣克里斯托夫 Cergy — Saint-Christophe          | 5        | 塞尔吉                           | [T] · [L]                                                     |
|    |   |   | · |    | 塞尔吉省府 Cergy — Préfecture                        | 5        | 塞尔吉                           | [T] · [L]                                                     |
|    |   |   | · |    | 讷维尔-大学 Neuville — Université                    | 5        | 瓦兹河畔讷维尔 埃拉尼            | [T] · [L]                                                     |
|    |   |   | · |    | 孔夫朗-瓦兹河尾 Conflans — Fin d’Oise                | 5        | 孔夫朗圣奥诺里娜                 | [T] · [J] · [L]                                               |
|    |   |   | · |    | 阿谢尔 Achères — Ville                               | 5        | 阿谢尔                           | [T] · [L]                                                     |
| A5 | · |   |   |    | 普瓦西站 Poissy                                      | 5        | 普瓦西                           | [T] · [J]                                                     |
|    | · |   |   |    | 阿谢尔大花楸站 Achères — Grand Cormier               | 5        | 圣日耳曼昂莱                     | [T] · [J]                                                     |
|    |   |   | · |    | 迈松拉菲特站 Maisons-Laffitte                        | 4        | 迈松拉菲特                       | [T] · [L]                                                     |
|    |   |   | · |    | 萨特鲁维尔 Sartrouville                              | 4        | 萨特鲁维尔                       | [T] · [L]                                                     |
|    |   |   | · |    | 乌耶-塞纳河畔卡里耶尔 Houilles — Carrières-sur-Seine | 4        | 乌耶 塞纳河畔卡里耶尔            | [T] · [J] · [L]                                               |
| A1 | · |   |   |    | 圣日耳曼昂莱 Saint-Germain-en-Laye                   | 4        | 圣日耳曼昂莱                     |                                                               |
|    | · |   |   |    | 勒韦西内-勒佩克 Le Vésinet — Le Pecq                 | 4        | 勒韦西内 勒佩克                  |                                                               |
|    | · |   |   |    | 勒韦西内中央 Le Vésinet — Centre                     | 4        | 勒韦西内                         |                                                               |
|    | · |   |   |    | 沙图-克鲁瓦西 Chatou — Croissy                       | 4        | 沙图 塞纳河畔克鲁瓦西            |                                                               |
|    | · |   |   |    | 吕埃-马尔迈松 Rueil-Malmaison                        | 3        | 吕埃-马尔迈松                    |                                                               |
|    | · |   |   |    | 楠泰尔 Nanterre — Ville                              | 3        | 楠泰尔                           |                                                               |
|    | · |   |   |    | 楠泰尔大学 Nanterre — Université                     | 3        | 楠泰尔                           | [T] · [L]                                                     |
|    |   | · |   |    | 楠泰尔省府 Nanterre — Préfecture                     | 3        | 楠泰尔                           |                                                               |
|    |   | · |   |    | 拉德芳斯 La Défense                                  | 3        | 皮托 库尔伯瓦                    | (M) · (1) · [T] · [L] · [U] · (T) · (2)                       |
|    |   | · |   |    | 凯旋门 Charles de Gaulle — Étoile                    | 1        | 巴黎第八区 巴黎十六区 巴黎十七区 | (M) · (1) · (2) · (6)                                         |
|    |   | · |   |    | 奥柏 Auber                                           | 1        | 巴黎第九区                       | (M) · (3) · (7) · (8) · (9) · [T] · (E)                       |
|    |   | · |   |    | 沙特莱-大堂 Châtelet — Les Halles                    | 1        | 巴黎第一区                       | (M) · (1) · (4) · (7) · (11) · (14) · (RER) · (B) · [T] · (D) |
|    |   | · |   |    | 里昂车站 Gare de Lyon                                | 1        | 巴黎十二区                       | ter Bourgogne TGV                                             |
|    |   | · |   |    | 民族 Nation                                          | 1        | 巴黎十一区 巴黎十二区            | (M) · (1) · (2) · (6) · (9)                                   |
|    |   | · |   |    | 万塞讷 Vincennes                                     | 2        | 万塞讷                           |                                                               |
|    | · |   |   |    | 丰特奈苏布瓦 Fontenay-sous-Bois                      | 3        | 丰特奈苏布瓦                     |                                                               |
|    | · |   |   |    | 马恩河畔诺让 Nogent-sur-Marne                        | 3        | 马恩河畔诺让                     |                                                               |
|    | · |   |   |    | 茹安维尔勒蓬 Joinville-le-Pont                       | 3        | 茹安维尔勒蓬                     |                                                               |
|    | · |   |   |    | 圣莫尔-克雷泰伊 Saint-Maur — Créteil                 | 3        | 圣莫代福塞                       | TVM                                                           |
|    | · |   |   |    | 圣莫尔公园 Le Parc de Saint-Maur                     | 3        | 圣莫代福塞                       |                                                               |
|    | · |   |   |    | 尚皮尼 Champigny                                     | 3        | 圣莫代福塞                       |                                                               |
|    | · |   |   |    | 拉瓦雷讷-谢讷维耶尔 La Varenne — Chennevières        | 3        | 圣莫代福塞                       |                                                               |
|    | · |   |   |    | 叙西-博讷伊 Sucy — Bonneuil                          | 4        | 布里地区叙西                     |                                                               |
| A2 | · |   |   |    | 布瓦西圣莱热 Boissy-Saint-Léger                      | 4        | 布瓦西圣莱热                     |                                                               |
|    |   |   | · |    | 丰特奈谷 Val de Fontenay                             | 3        | 丰特奈苏布瓦                     | [T] · (E)                                                     |
|    |   |   | · |    | 讷伊普莱桑斯 Neuilly-Plaisance                       | 3        | 讷伊普莱桑斯                     |                                                               |
|    |   |   | · |    | 马恩河畔布里 Bry-sur-Marne                           | 4        | 马恩河畔布里 大努瓦西            |                                                               |
|    |   |   | · |    | 大努瓦西东山 Noisy-le-Grand — Mont d’Est             | 4        | 大努瓦西                         |                                                               |
|    |   |   | · |    | 努瓦西-尚 Noisy — Champs                             | 4        | 大努瓦西 马恩河畔尚              |                                                               |
|    |   |   | · |    | 努瓦谢勒 Noisiel                                     | 5        | 努瓦谢勒                         |                                                               |
|    |   |   | · |    | 洛涅 Lognes                                          | 5        | 洛涅                             |                                                               |
|    |   |   | · |    | 托尔西 Torcy                                         | 5        | 托尔西                           |                                                               |
|    |   |   | · |    | 比西圣乔治 Bussy-Saint-Georges                       | 5        | 比西圣乔治                       |                                                               |
|    |   |   | · |    | 欧洲谷 Val d'Europe                                  | 5        | 塞里斯 蒙泰夫兰                  |                                                               |
|    |   |   | · | A4 | 马恩拉瓦莱-谢西 Marne-la-Vallée — Chessy             | 5        | 谢西                             | TGV Eurostar                                                  |

(以上车站中文名并非官方译名)
亦有说法将托尔西站作为A6分支，将大努瓦西东山站作为A8分支，但RATP官方并未采用这种说法.

## 列车与时速
A线曾经使用过MS 61，MI 84和MI 2N三种不同型号的列车，现在MS61与MI84两种单层列车已淘汰，A线目前使用MI2N Altéo与MI09两种双层列车。它们的所有权归RATP所有.

### MS 61

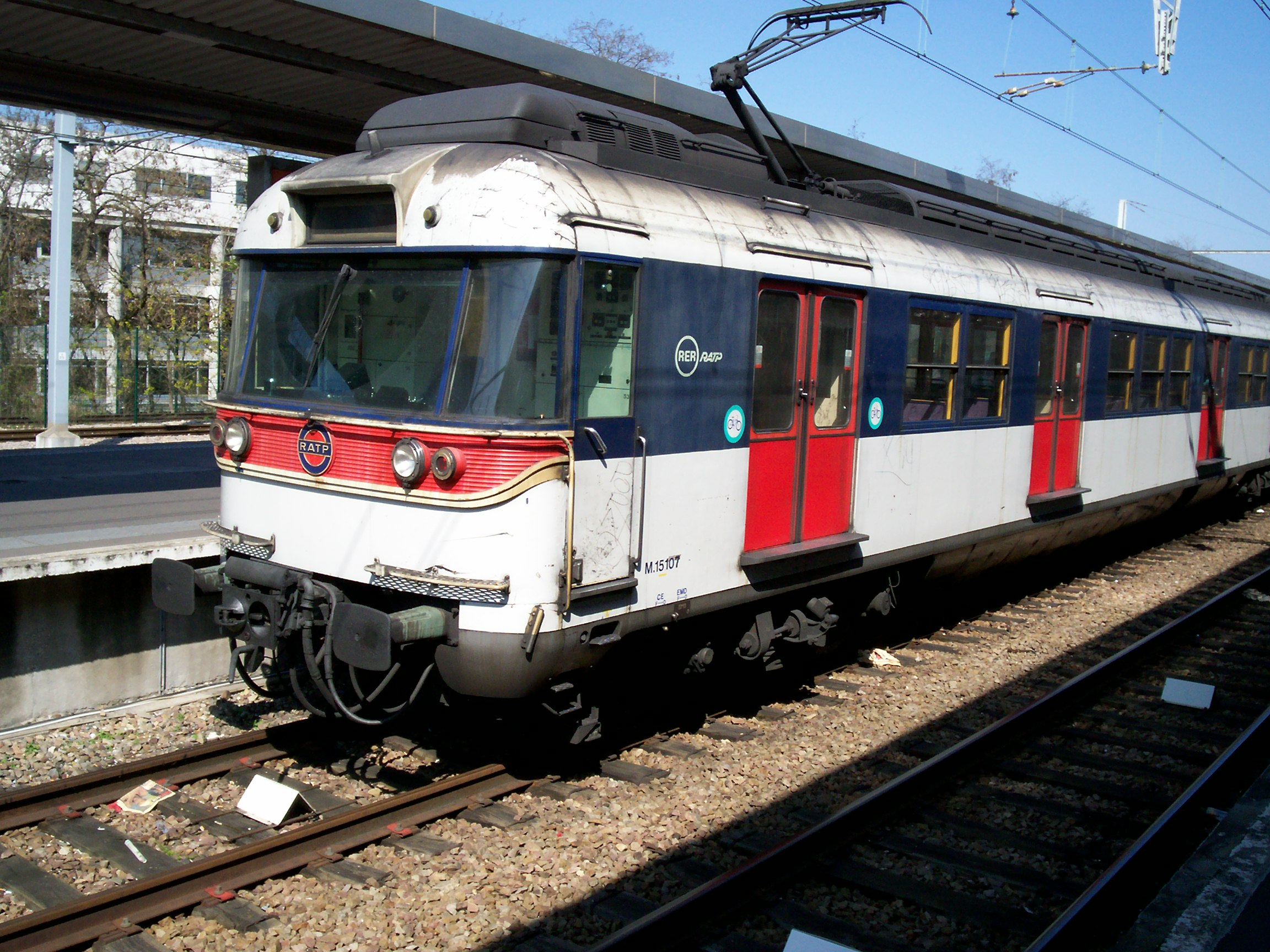
MS 61的A/B型车停靠在吕埃-马尔迈松

125辆MS 61自1969年起分批投入使用，从1960年代末到1980年代初，MS 61共生产了A,B,C,D,E和Ex六种型号。其中，A/B型和C/D/E/Ex型在车头上有一些差别: 
- A/B型的挡风玻璃分成三块，面积较C/D/E/Ex型为小些，刮雨器的位置相对高些，列车班次名显示框相对独立些.

- E/Ex型和C/D型的区别仅在于车头的RATP徽标，C/D型为圆形徽标，而E/Ex为线性，因为1970年代，RATP更换过公司徽标.

单辆的MS 61拥有3节车厢，双重联后达6节车厢，短车一般只在低峰时段使用，高峰期的列车必须采用三重联，即9节车厢.
MS 61 A/B型车于1969年万塞讷线升级为RER时投放使用，其现代程度远超过线上固有的蒸汽机车，C/D型车于1970年至1972年西部路段分段开放时投放。其余的在1977年之后陆续投放，另外原先运行于B线的所有MS 61也在随后转给A线，因为当时B线准备和北部远郊路网进行互通，正要投放双伏特制式的MI 79列车.

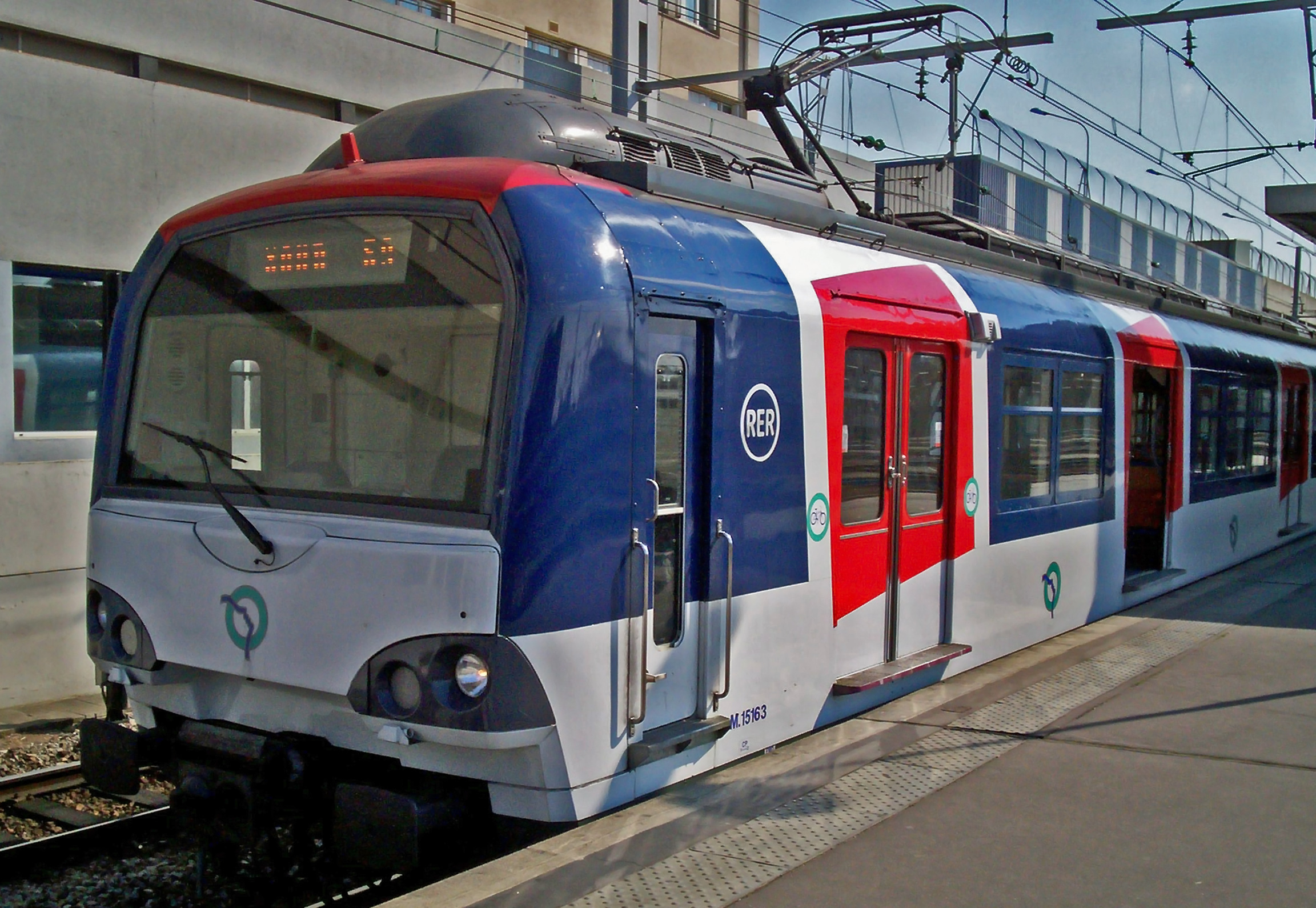
翻新的MS 61列车停靠在布瓦西

1985年至1987年间，MS 61进行了第一次大规模翻新以应对由于使用过度而造成的功能受损，MS 61翻新期间，新投放的双伏特列车MI 84开始承担A线的客流压力，同时，RATP又从B线调用24辆MI 79列车以应对MS 61翻新带来的的列车空缺.

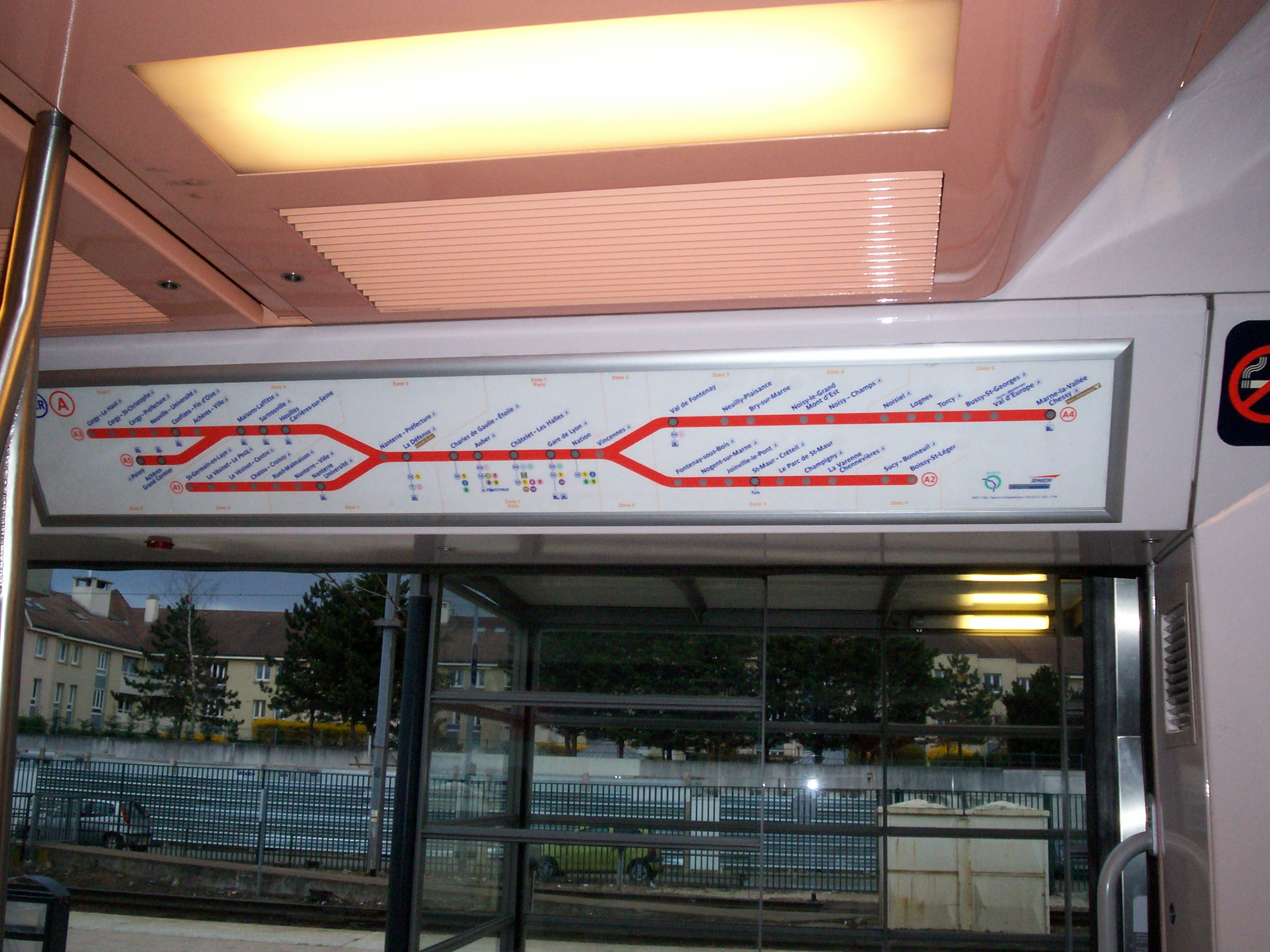
MI 2N车内的车载音视讯系统

2006年5月至2009年间，MS 61进行了第二次大规模翻新，这次翻新共耗资8425万欧元。车厢内加进了车载音视讯系统 (Système d'informations sonores et visuelles embarqué)，车头更加美观并配备LED指示灯，车内更换了座位，地板，照明也更加柔和，但出于成本和列车寿命考虑，本次翻新没有安装空调设备。另外，对玻璃窗的改造反而不利于空气流通，这样对于客流量较大的A线，容易造成乘客身体不适，从而加剧正点率恶化。125辆MS 61列车中，仅有101辆参与了此次翻新，另外24辆永久退役。

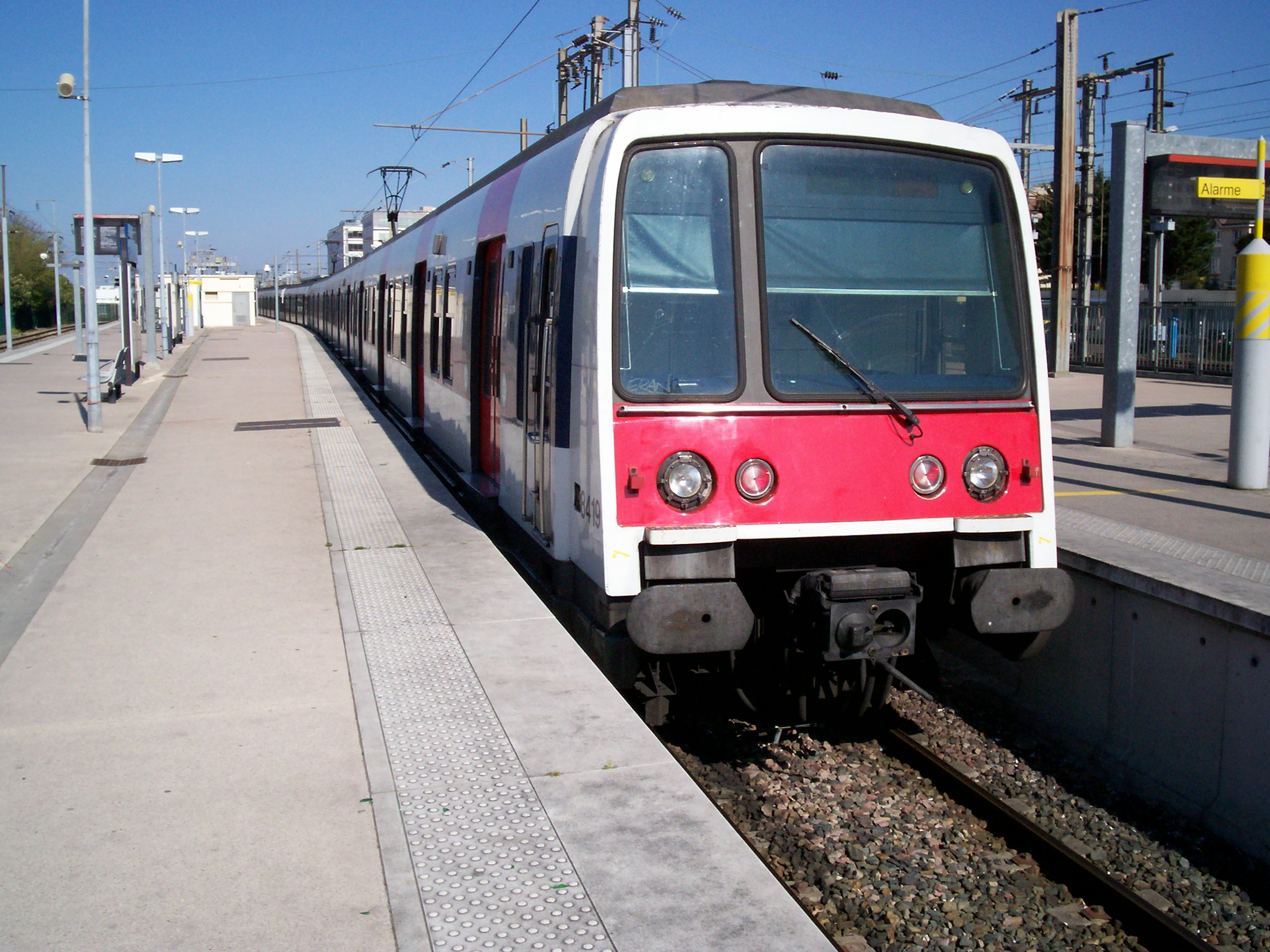
MI 84列车停靠在普瓦西

MS 61目前主要行走在A1和A2分支的路段，并且只能适应RATP路段的供电。该型号列车已于2016年4月16日全部永久退役。

### MI 84 和 MI 2N
1984年，A线的固有路段准备要和SNCF的西北路段进行互通，于是，73辆MI 84陆续投入使用，直到1989年完成。MI 84可行走所有的分支路段。单辆MI 84列车拥有4节车厢，两辆重联后达8节车厢。1998年，8辆MI 84转给B线。2011年，又有6辆转给B线.这一型号的列车也于2017年2月24日全部退役。

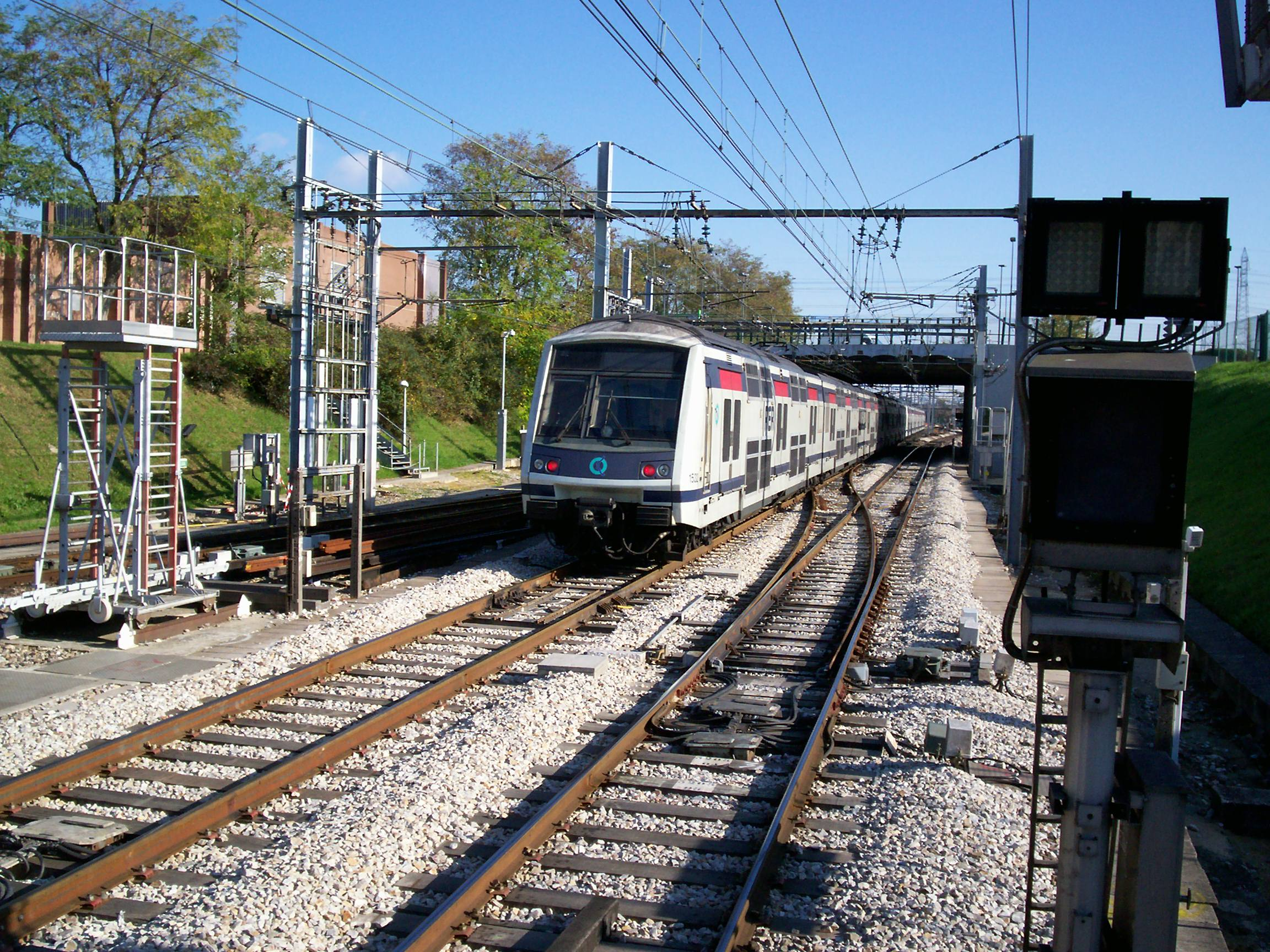
MI 2N列车在托尔西附近

A线的客流持续不断增长，为了解决固有列车运力不足的问题，43辆双层列车MI 2N自1996年起陆续投入使用。该车配备了车载音视讯系统，是首款双层列车 。行走于全部路段.
单辆MI 2N列车拥有5节车厢，两辆重联后可达10节车厢，另外，每节车厢均有3个车门，可分担高峰期的巨大客流量.
MI 2N是双伏特制式列车，能够适应SNCF段的25千伏特交变电流 (楠泰尔行政区以西往A3和A5分支)，以及RATP段 (A1，A2，A4分支以及中心路网) 的1500伏特直流电流。另外，A线的所有列车车厢之间均无法直接穿越，并且乘客上车需要手动开门.

### 列车广播
MI 2N提供车载音视讯系统，以方便乘客获得行车资讯.
- 列车进站时会报站两次，在一些站点还会用法语提示“下车时请小心月台与车厢之间的空隙”（法语原文为：Attention à la marche en descendant du train.）。

- 列车离开巴黎市区，或者到达分支交汇点时，会广播“请注意，本班列车开往XXXX站，将停靠XXXX站……/将直达XXXX站/将停靠所有车站，谢谢！”（法语原文为：Attention，ce train est en direction de XXXX，il s'arretera en gare de XXXX.../il est direct jusqu'à XXXX/il desservira toutes les gares，merci!）。其中，若列车开往东部分支，还会用英语和德语广播行车方向，因为有不少外国游客乘A线前往东郊的迪士尼乐园。

- 列车行驶中遇到前方不停靠的车站时亦会广播“请注意，本班列车将直达XXXX站/本班列车将不停靠XXXX站，下一站为XXXX站，谢谢！”（法语原文为：Attention，ce train est direct jusqu'à XXXX/ce train ne s'arretera pas en gare de XXXX，prochain arret，XXXX，merci!）。

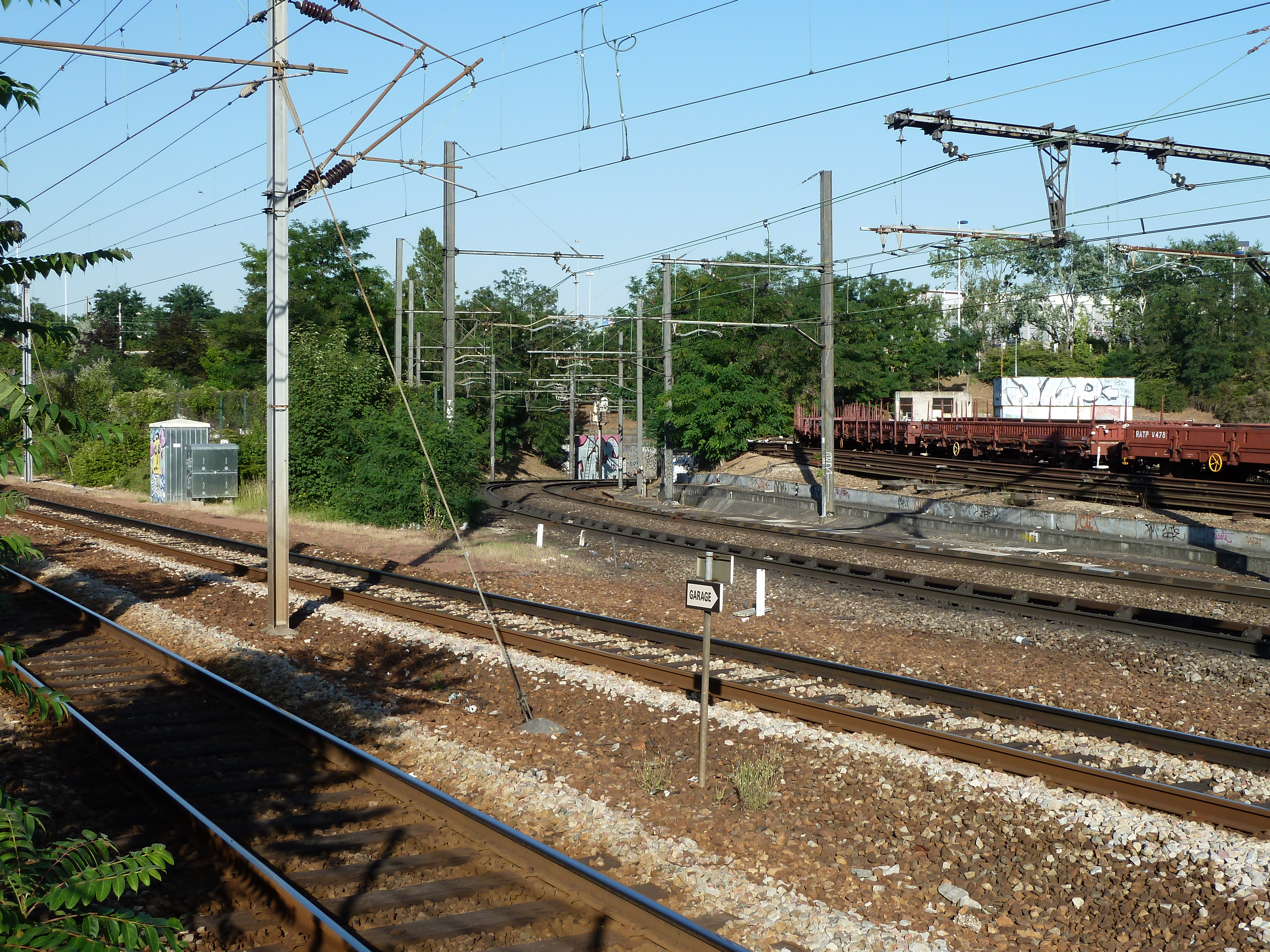
楠泰尔大学站附近的急弯

- 列车到达终点站时会用法语，英语，西班牙语先后提示乘客落车“终点站到了，请下车，谢谢！”（法语原文为：Terminus，veuillez descendre du train，merci!，英语原文为：Terminus，please alight，thank you!）。

- 列车空载返回前会广播提示乘客离开“请注意，本班列车不载客，谢谢！”（法语原文为：Attention，ce train ne prend pas de voyageur，merci!）。

MI09是最新的列车，虽然也是双层列车，但比MI2N要更加先进，图片暂时缺失。

### 运行时速
MI 2N最高时速达140公里，MI09可达120公里。但基于路网的多样性，不同路段行驶速度有不同限制.
- RATP西部路段: A1分支 (圣日耳曼昂莱站) 路段时速为90公里，但在拉德芳斯站和楠泰尔大学站之间时速限制为50公里，原因是线路转弯弧度过大.

- 市中心路段: 时速在90-100公里之间，并且可以一直保持到东郊的丰特奈站地段.

- RATP东部路段: A2分支 (布瓦西站) 路段时速为90公里，A4分支 (马恩拉瓦莱-谢西站) 路段比较复杂，在讷伊普莱桑斯站和马恩河畔布里站之间为80公里，之后可以以90-100公里的时速前往托尔西，最后以120和110完成欧罗巴山谷路段和A4终点站的路段.

- SNCF路段: 在A3和A5分支的共线路段，时速在80-90公里之间。A3分支的时速则须控制在80公里，A3终点站时速更是限制到60公里，A5分支可以以100公里的时速完成.

## 列车班次编码

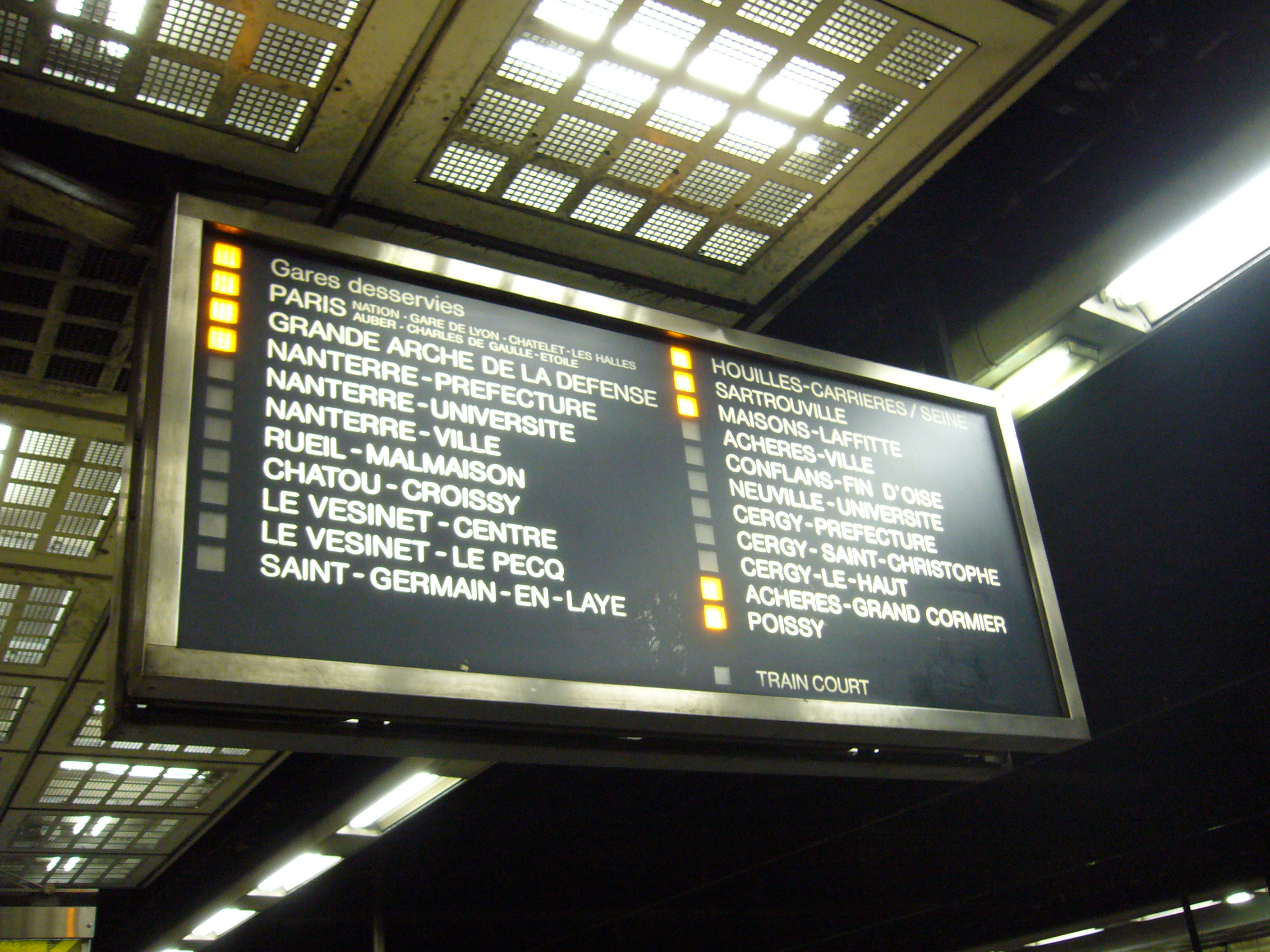
A线老式的停靠站电子显示牌上仅显示停靠站

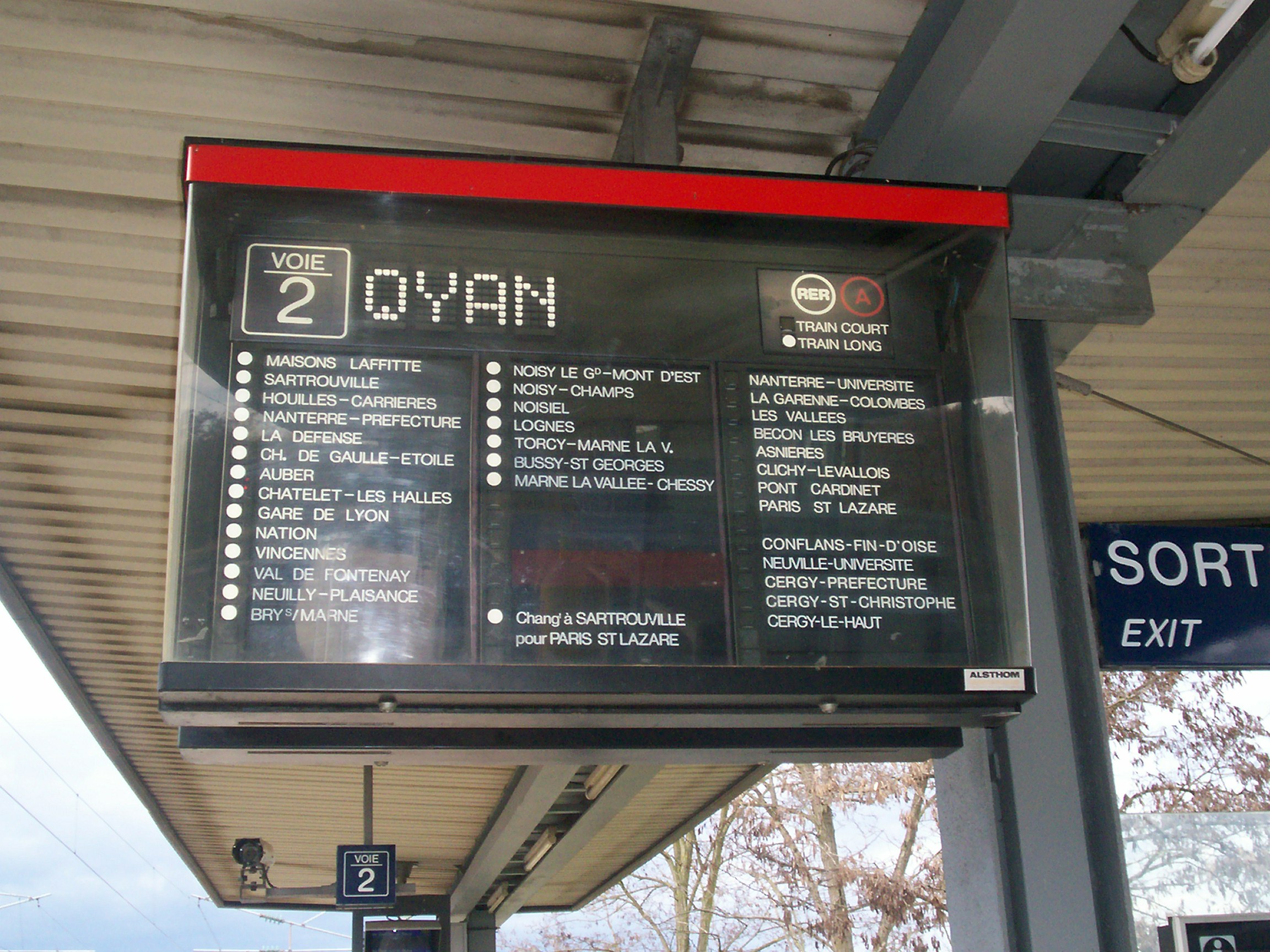
西北远郊路段新式的停靠站电子显示牌显示停靠站和班次名，A线其它路段的新式停靠站显示牌与之类似

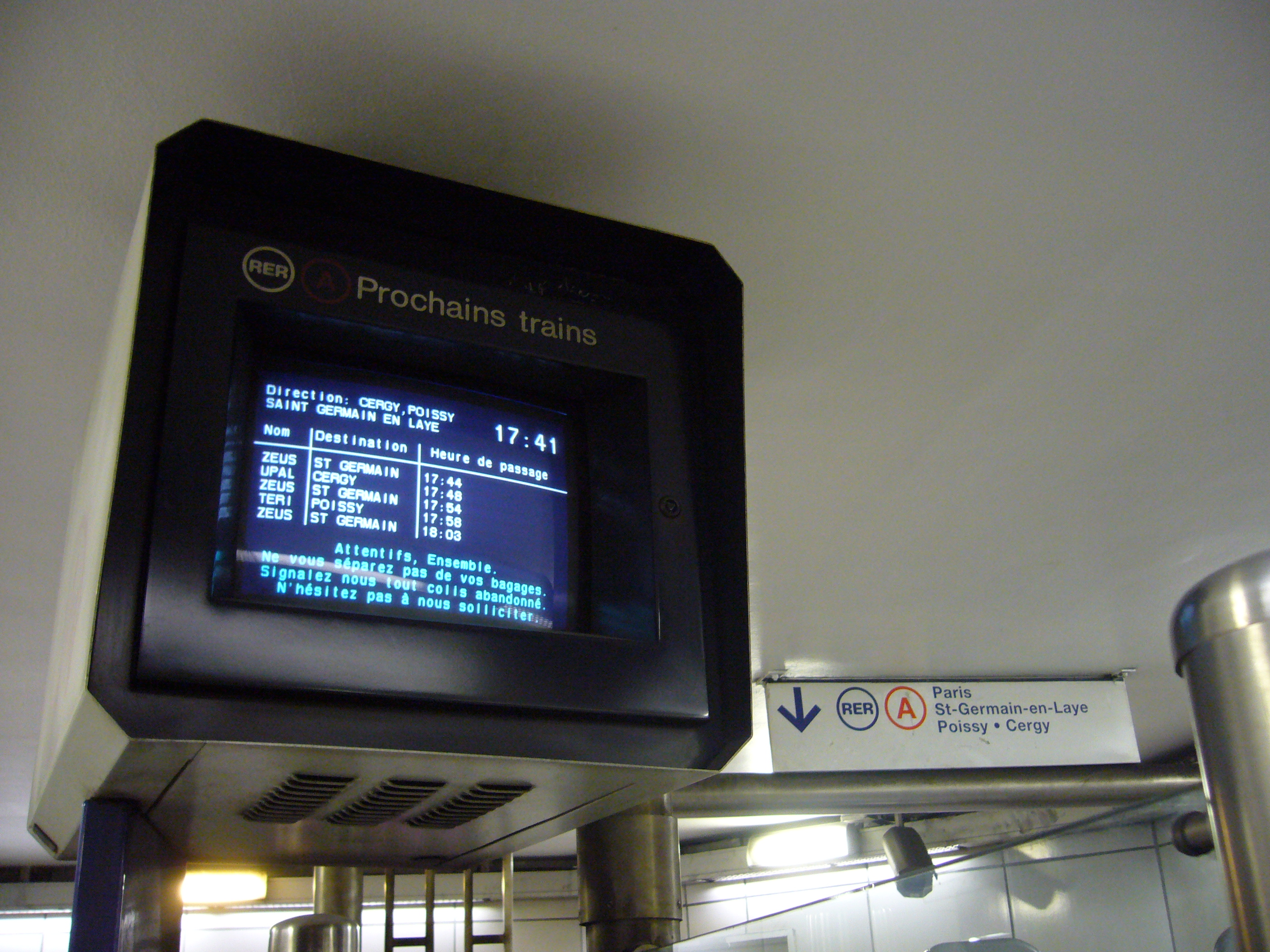
站内的列车时刻表显示器显示班次名和终点站

和其他区域快铁和法兰西岛区域铁路类似，RER A线亦采用班次编码系统来区分线路上的不同班次.
班次由4个英文字母组成，该英文字母序列将会出现在列车车头显示框内，车站内的列车时刻表显示器上，以及部分车站月台上的停靠站电子显示牌上.
班次编码大体按照以下规则:
1.首字母代表本班列车的终点站(但首字母绝不和终点站的首字母相一致).
B=拉德芳斯站，比如BABY、BETY.
C=奥柏站 (仅用作特殊情况)
D=大努瓦西东山站，比如DROP、DYLA.
J=楠泰尔警局站 (东西互通中断时使用)
N=布瓦西圣莱热站，比如NELY、NEMO、NICO.
O=托尔西站，比如OFRE、OPUS.
P=圣拉扎尔车站 (东西互通中断时使用)，民族广场站 (仅用作特殊情况)
Q=马恩拉瓦莱-谢西站，比如QUDO、QYAN、QIWI
R=拉瓦雷讷-谢讷维耶尔站，比如ROBI、RUDI
T=普瓦西站，比如TATI、TEDY、TERI
U=塞尔吉高地站，比如UBAN、UPAC、UPIR
X=勒韦西内-勒佩克站，比如XUTI、XOUD
Y=吕埃-马尔迈松站，比如YCAR、YVAN
Z=圣日耳曼昂莱站，比如ZARA、ZEBU、ZEMA
2.第二位字母代表本班列车停靠的一些要站，这在月台上的停靠站电子显示牌上会有显示
其中，字母E代表慢车 (每一站都停靠)，但仅在A1-A2路线上使用，比如NEGE、NELY、NEMO都是慢车
3.开头两个字母相同的班次编码表示两班列车终点相同，中途停靠站也大致相同，最后两位字母只是让班次编码便于发音和记忆，以及区分不同时间段的相同班次
4.除四个字母之外，后面还增加两位数字区别两个完全相同的班次编码 (四个字母均相同)，以表明该班次在一天中的顺序，开往A1,A3和A5方向的列车采用奇数，开往A2和A4方向的采用偶数
5.若该班列车不载客，则第一,三位字母均为W，第二位字母表示终点，第四位字母表示起点. 比如WZWY表示从吕埃-马尔迈松站不载客返回圣日耳曼昂莱站的回场车
6.特殊班次的慢车 (每一站都停靠)，首字母仍表示终点，第二位字母表示起点，最后两位均为Z，但多在高峰期或工作日白天线路受干扰时使用，因为工作日的深夜和周末时刻，慢车的比率高，无需再用ZZ慢车符号表示

## 日常运作

### 工作日列车时刻表

#### 高峰早班西行线
主要有下列车次在行走:

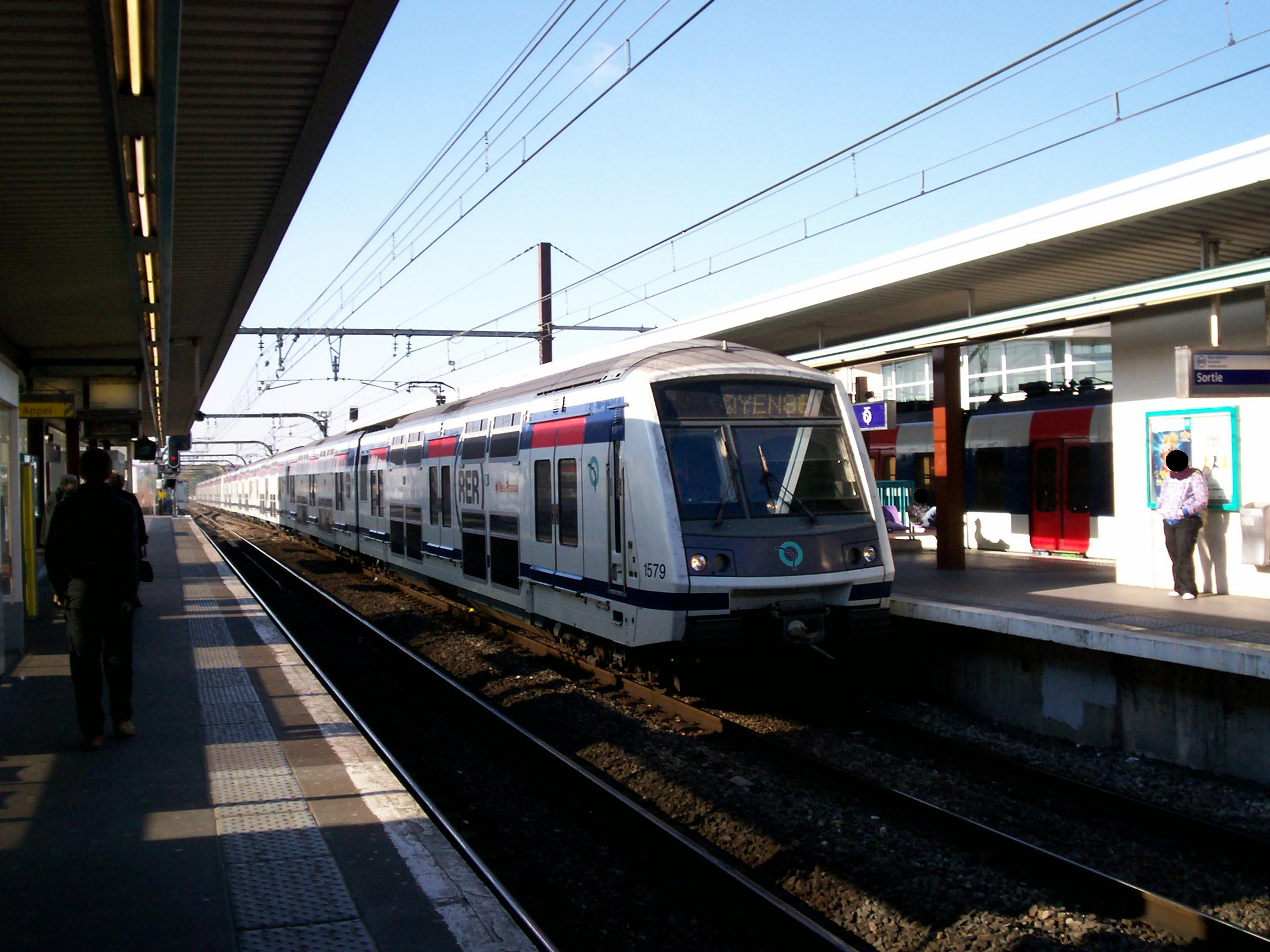
托尔西站是高峰时段的一个终点站

1.从布瓦西圣莱热站开往勒韦西内-勒佩克站的区间车XUTI，除楠泰尔站之外每站都停靠，10分钟一班，但第一班车和第二班车之间间隔8分钟，6时53分发出第一班车，8时31分发出最后一班车.
2.从拉瓦雷讷-谢讷维耶尔站开往圣日耳曼昂莱站的的区间车ZARA，除沙图-克鲁瓦西站和勒韦西内中央站之外每站都停靠，10分钟一班，但第一班车和第二班车之间间隔9分钟，6时52分发出第一班车，8时51分发出最后一班车.
3.从托尔西站开往吕埃-马尔迈松站的区间车YCAR，除努瓦谢勒站，讷伊普莱桑斯站和楠泰尔警局站之外每站都停靠，10分钟一班，7时32分发出第一班车，8时22分发出最后一班车.
4.从马恩拉瓦莱-谢西站开往塞尔吉的全程车UVAR，除洛涅站，马恩河畔布里站，乌耶-塞纳河畔卡里耶尔站和迈松拉菲特站之外每站都停靠，10分钟一班，7时14分发出第一班车，7时54分发出最后一班车。之前亦有两班UMID与之相近，时间间隔同为10分钟，不过增停洛涅站.
5.从马恩拉瓦莱-谢西站开往普瓦西站的全程车TNOR，除欧洲谷站，比西圣乔治站，努瓦西-尚站和萨特鲁维尔站之外每站都停靠，10分钟一班，7时20分发出第一班车，7时50分发出最后一班车。之后有两班UKRA与之对应，从马恩拉瓦莱-谢西站开往塞尔吉高地站，时间间隔同为10分钟，不过增停萨特鲁维尔站.
高峰时段和非高峰时段之间要经历一连串复杂的调度.

#### 高峰早班东行线

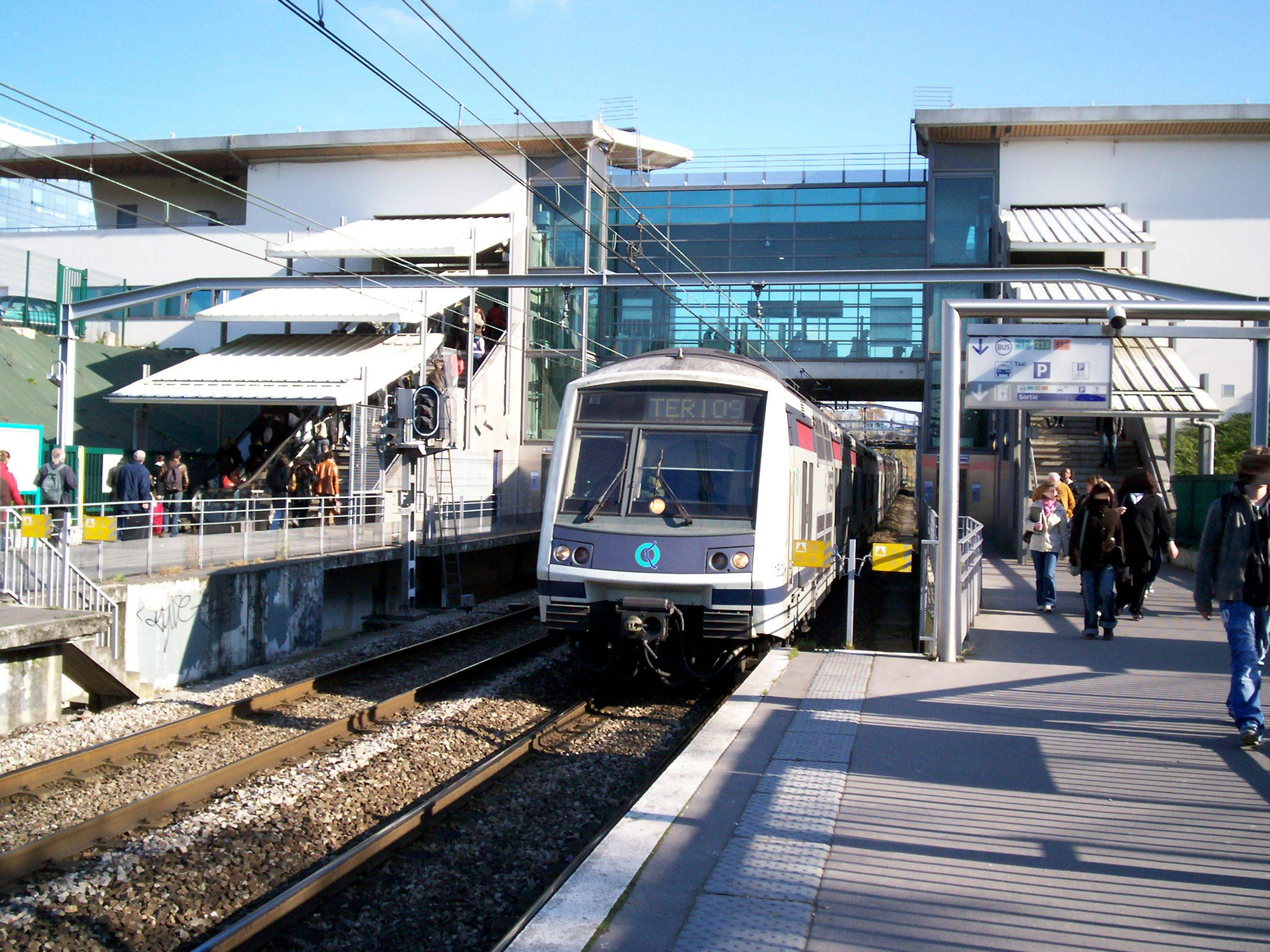
MI 2N在努瓦西-尚站

1.从圣日耳曼昂莱站开往布瓦西圣莱热站的全程车NYON，除勒韦西内中央站和沙图-克鲁瓦西站之外每站都停靠，10分钟一班，6时59分发出第一班车，8时39分发出最后一班车.
2.从勒韦西内-勒佩克站开往拉瓦雷讷-谢讷维耶尔站的区间车RHIN，除楠泰尔行政区，万塞讷和丰特奈苏布瓦之外每站都停靠，10分钟一班，6时56分发出第一班车，8时46分发出最后一班车.
3.从塞尔吉高地站开往托尔西站的区间车OFRE，除迈松拉菲特站、乌耶-塞纳河畔卡里耶尔站、努瓦西站和洛涅站之外每站都停靠，10分钟一班，7时05分发出第一班车，8时25分发出最后一班车。之前亦有三班QSAR与之对应，时间间隔同为10分钟，不过增停努瓦谢勒站，洛涅站和马恩河谷终点站.
4.从普瓦西开往马恩河谷的全程车QENO，除讷伊普莱桑斯站和马恩河畔布里站之外每站都停靠，10分钟一班，6时51分发出第一班车，8时41分发出最后一班车。
高峰时段和非高峰时段之间要经历一连串复杂的调度.

#### 日间非高峰西行线

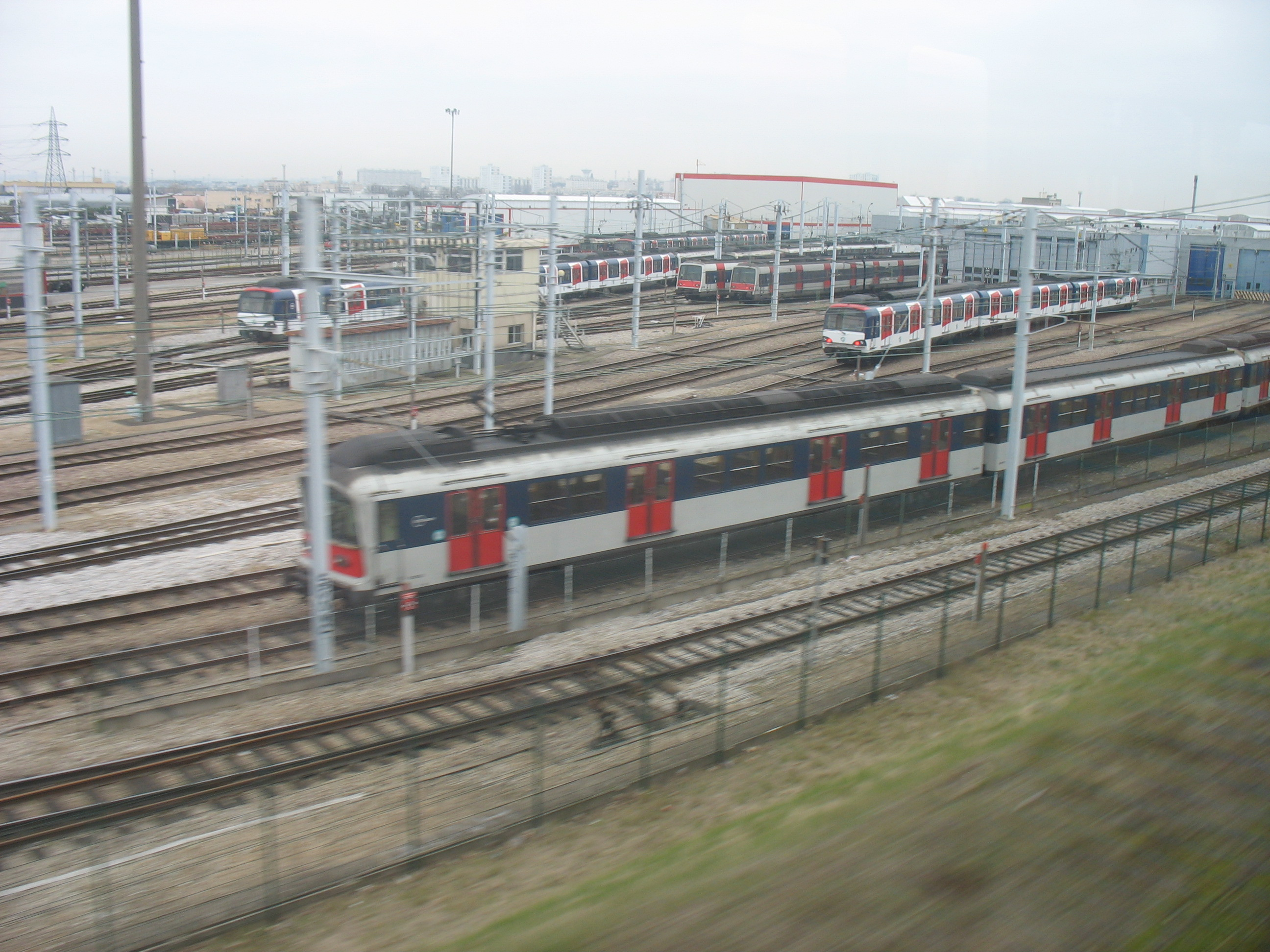
苏西车厂

1.从布瓦西圣莱热站开往圣日耳曼昂莱站的全程车ZEBU(上午)及ZEUS(下午)，每站都停靠，10分钟一班。
2.从马恩拉瓦莱-谢西站开往塞尔吉高地站的全程车UDRE(上午)及UDON(下午)，除马恩河畔布里站和讷伊普莱桑斯站之外每站都停靠，10分钟一班.
3.从大努瓦西东山站开往普瓦西站的区间车TJAO(上午)及TJAC(下午)，每站都停靠，20分钟一班。
4.从大努瓦西东山站开往拉德芳斯站的区间车BYLL(上午)及BYNA(下午)，每站都停靠，20分钟一班，并且和TJAO/TJAC恰好间隔10分钟从大努瓦西东山站发车。
另外，在早班高峰往日间非高峰的过渡区间里，有三班BROU和TROL，发车频率与BYLL和TJAO相同，不过发车点设在托尔西，但也是全程停靠.

#### 日间非高峰东行线
1.从圣日耳曼昂莱站开往布瓦西圣莱热站的全程车NEGE(上午)及NELY(下午)，每站都停靠，10分钟一班.
2.从塞尔吉高地站开往马恩拉瓦莱-谢西站的全程车QIWI(上午)及QIKI(下午)，除讷伊普莱桑斯站和马恩河畔布里站之外每站都停靠，10分钟一班.
3.从普瓦西站开往大努瓦西东山站的区间车DJIB(上午)及DJIN(下午)，每站都停靠，20分钟一班.
4.从拉德芳斯开往大努瓦西东山站的区间车DYLA(上午)及DYNO(下午)，每站都停靠，20分钟一班。并且和DJIB/DJIN恰好间隔10分钟从拉德芳斯驶出.

#### 高峰晚班东行线

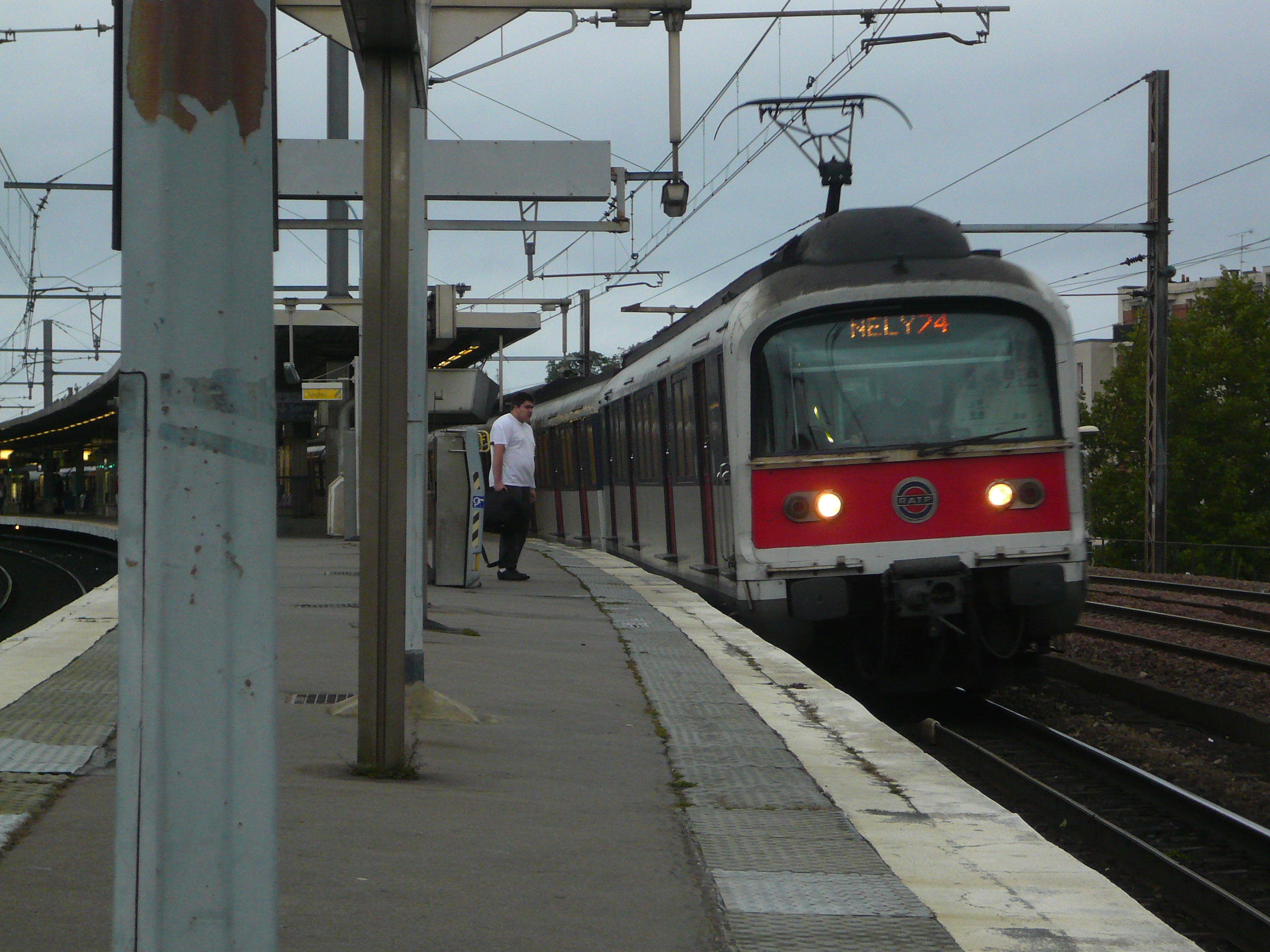
MS 61在尚比尼站

1.从圣日耳曼昂莱站开往布瓦西圣莱热的全程车NAGA，除楠泰尔和楠泰尔警局站之外每站都停靠，10分钟一班，16时10分发出第一班车，18时50分发出最后一班车.
2.从勒韦西内-勒佩克站开往拉瓦雷讷-谢讷维耶尔站的区间车RUDI，除勒韦西内中央站和沙图-克鲁瓦西站之外每站都停靠，10分钟一班，16时18分发出第一班车，18时57分发出最后一班车。中间16时48分发车后间隔9分钟 (即16时57分) 发下一班车.
3.从塞尔吉高地站开往大努瓦西东山站的区间车DROP，除迈松拉菲特站和乌耶-塞纳河畔卡里耶尔站之外每站都停靠，10分钟一班 (之前亦有三班慢车DOMI，全程停靠，10分钟一班)。16时15分发出第一班车，17时45分发出最后一班车。之后班次改名为ODET，并且增停大努瓦西东山站至托尔西之间的所有车站，频率仍然是10分钟一班，直至18时55分最后一班车。
4.从普瓦西站开往马恩拉瓦莱-谢西站的全程车QAHA，除萨特鲁维尔站，马恩河畔布里站，努瓦谢勒站和洛涅站之外每站都停靠，10分钟一班 (之前亦有三班QBIK，增停努瓦谢勒站和洛涅站，10分钟一班)。17时01分发出第一班车，17时51分发出最后一班车。之后换回QBIK，频率仍保持10分钟一班，直至19时11分最后一班车。
5.从拉德芳斯站开往托尔西站的区间车OLAF，除讷伊普莱桑斯站和马恩河畔布里站之外每站都停靠，10分钟一班，17时17分发出第一班车，18时17分发出最后一班车.

#### 高峰晚班西行线
主要有下列车次在行走:

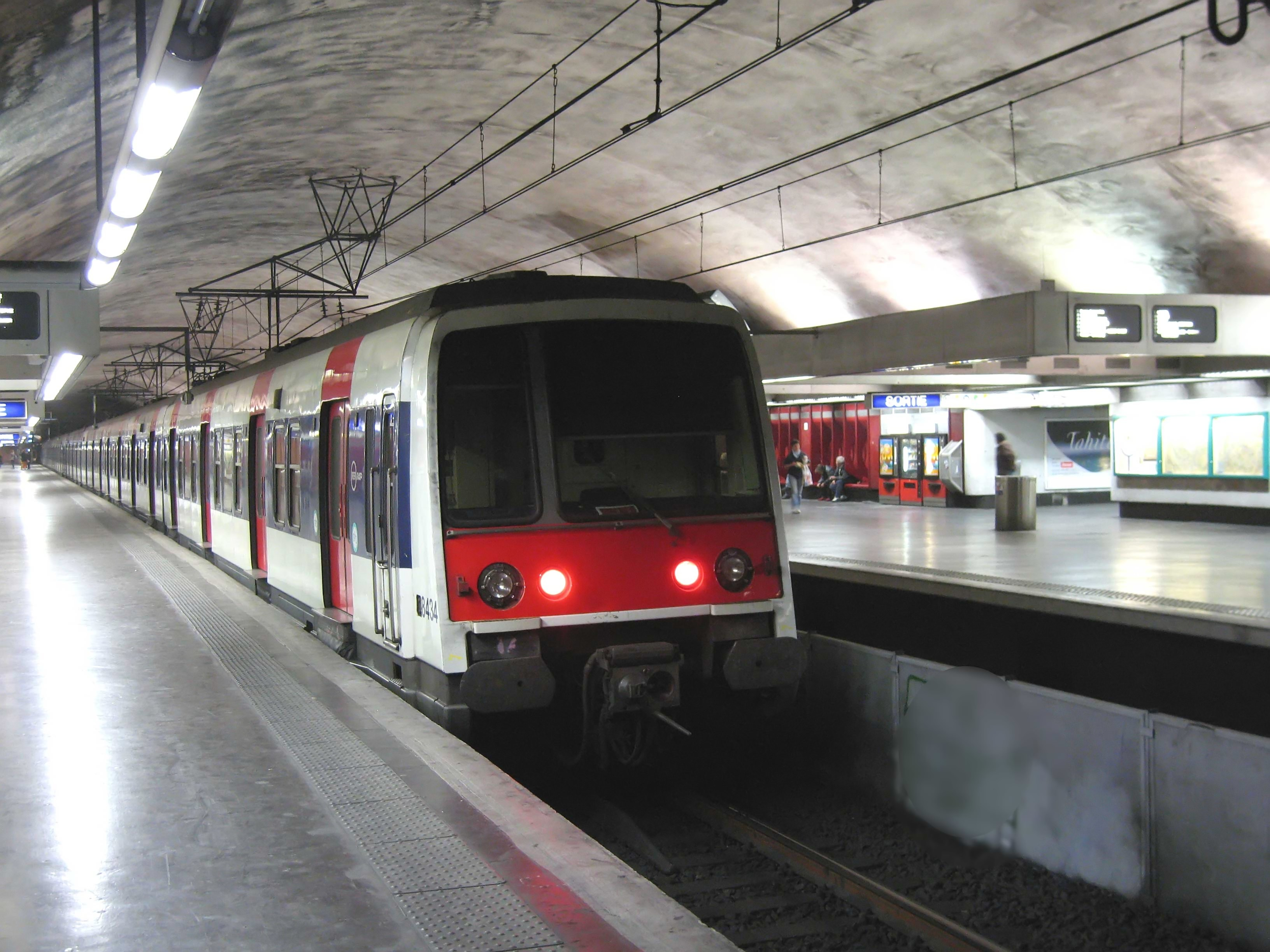
MI 84在民族广场站

1.从布瓦西圣莱热站开往勒韦西内-勒佩克站的区间车XOUD，每站都停靠，10分钟一班，16时02分发出第一班车，18时42分发出最后一班车。
2.从拉瓦雷讷-谢讷维耶尔站开往圣日耳曼昂莱站的区间车ZINC，除丰特奈苏布瓦站，万塞讷站，沙图-克鲁瓦西站和勒韦西内中央站之外每站都停靠，10分钟一班，16时15分发出第一班车，18时55分发出最后一班车.
3.从马恩拉瓦莱-谢西站开往普瓦西站的全程车TIKY，除马恩河畔布里站和讷伊普莱桑斯站之外每站都停靠，10分钟一班，但第一班车和第二班车之间间隔12分钟，15时39分发出第一班车，18时41分发出最后一班车.
4.从大努瓦西东山站开往塞尔吉高地站的区间车UXOL，除乌耶-塞纳河畔卡里耶尔站和迈松拉菲特站之外每站都停靠，10分钟一班，16时14分发出第一班车，19时05分发出最后一班车，但最后一班车间隔11分钟.

#### 夜间运作
1.往返于圣日耳曼昂莱站和布瓦西圣莱热站之间的全程车ZEMA和NEMO，每站都停靠，发车频率从开始的10-12分钟一班很快过渡到15-16分钟一班.
2.往返于普瓦西站和马恩拉瓦莱-谢西站之间的全程车TETE和QURE，每站都停靠，30-32分钟一班.
3.从马恩拉瓦莱-谢西站开往塞尔吉高地站的全程车UPIR，以及从塞尔吉高地站开往托尔西站的区间车OPUS，每站都停靠，30-31分钟一班.

### 节假日列车时刻表

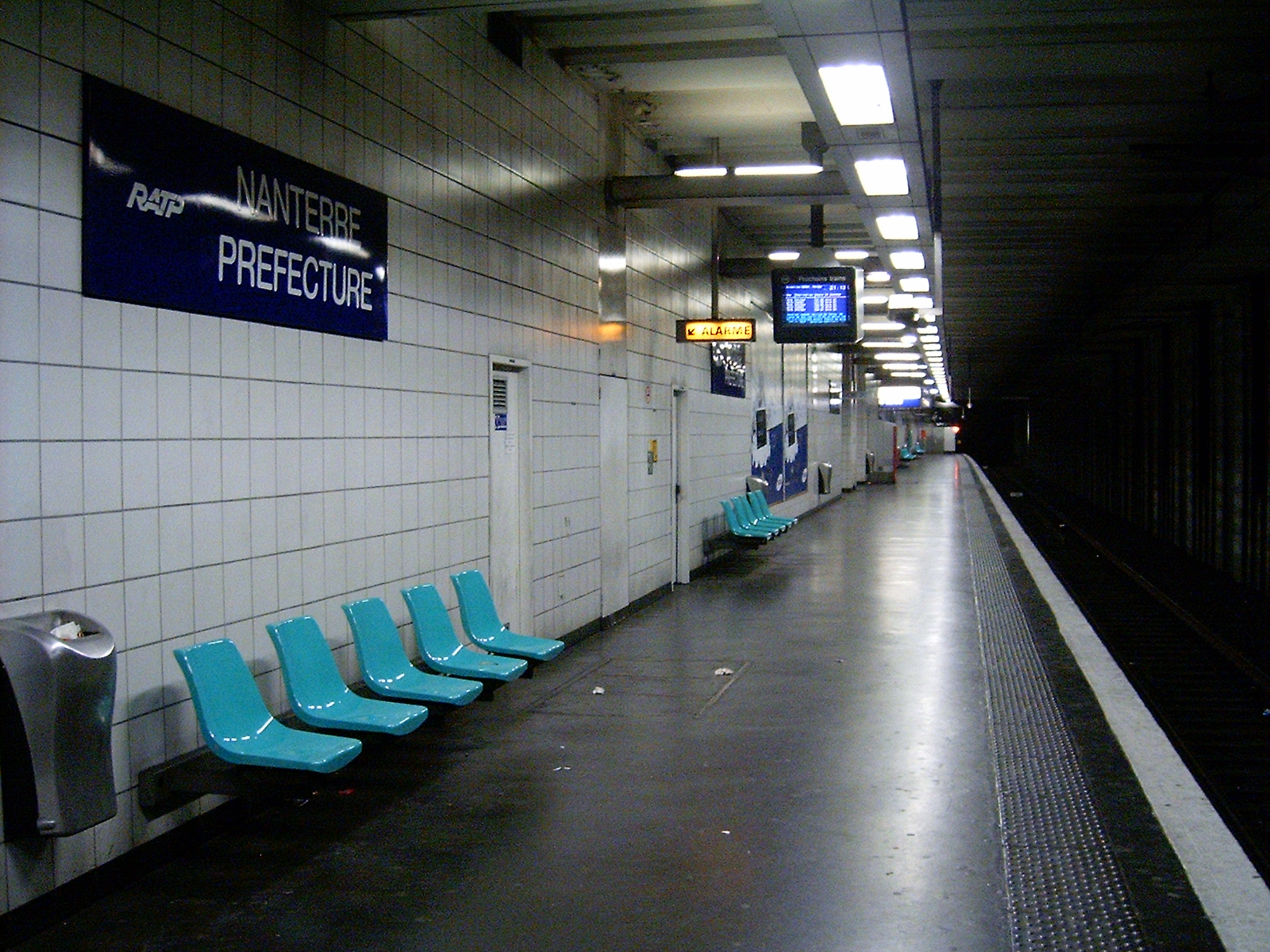
楠泰尔行政区，东西互通的节点

1.往返于圣日耳曼昂莱站和布瓦西圣莱热站的全程车ZEBU(上午西行)，ZEUS(下午西行)，ZEMA(夜晚西行)，NEGE(上午东行)，NELY(下午东行)，NEMO(夜晚东行)，每站都停靠。日间10分钟一班，晚间15分钟一班.
2.往返于塞尔吉高地站和马恩拉瓦莱-谢西站 (或托尔西站) 的全程车UPAC(上午西行，但8时30分之前从托尔西站发车，名为UBOS)，UPAL(下午西行)，UPIR(夜晚西行)，QYEN(上午东行)，QYAN(下午东行)，OPUS(夜晚东行)，每站都停靠。日间20分钟一班，晚间30分钟一班。
3.往返于普瓦西站和马恩拉瓦莱-谢西站 (或托尔西站) 的全程车TEDY(上午西行)，TERI(下午西行)，TETE(夜晚西行)，QURI(上午东行)，QUDO(下午东行)，QURE(夜晚东行)，每站都停靠。日间20分钟一班，晚间30分钟一班.
每天5时整，首班列车从吕埃-马尔迈松站开出，次日凌晨1时41分，末班列车抵达塞尔吉高地站.

### 互通中断

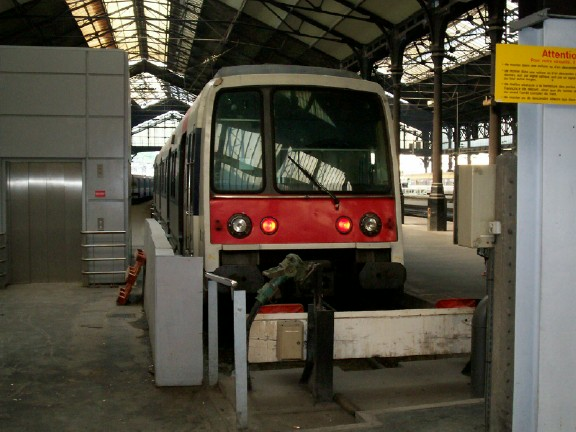
互通中断时，MI 84在圣拉扎尔车站

1.往返圣日耳曼昂莱站和布瓦西圣莱热站的列车照旧运行.
2.往返马恩拉瓦莱-谢西站的列车，其西部终点于非高峰时段改到拉德芳斯，于高峰时段改到吕埃-马尔迈松站.
3.往返塞尔吉高地站的列车，其东部终点改到圣拉扎尔车站发车.
4.往返普瓦西站的列车，将被圣拉扎尔路网的远郊车 (往返迈松拉菲特站或更远的) 取代，或以穿梭列车 (往返楠泰尔警局站) 取代.

### 其它特殊情况
重大节日里，A线可通宵运营，并且提供免费乘坐，这时列车为慢车，每个站都停靠.

## 车站设施
除楠泰尔行政区到民族广场的7个深层地底车站外，其余所有车站均为浅层地底，地面或架空车站，RATP段的大部分车站都设有两个侧式月台，左上右下。但在各个分支终点站，区间车终点站，分支交汇点，快铁转乘站则会引入岛式月台或多个侧式月台进行辅助。以方便列车掉头返回和乘客进行跨月台转乘。比如大努瓦西东山，托尔西，拉德芳斯等站.
在SNCF路段，由于和国铁公司的其他线路共用铁道，不少车站都有多个月台.
全线车站都设有自动售票机，咨询处，列车时刻表显示器，除极个别车站外，其余车站东西行段均在站台上设立"停靠站电子显示牌"。部分车站设有残障人士设施和升降机，大型车站还设有Navigo充值卡的办理点.

## 线路质量反馈

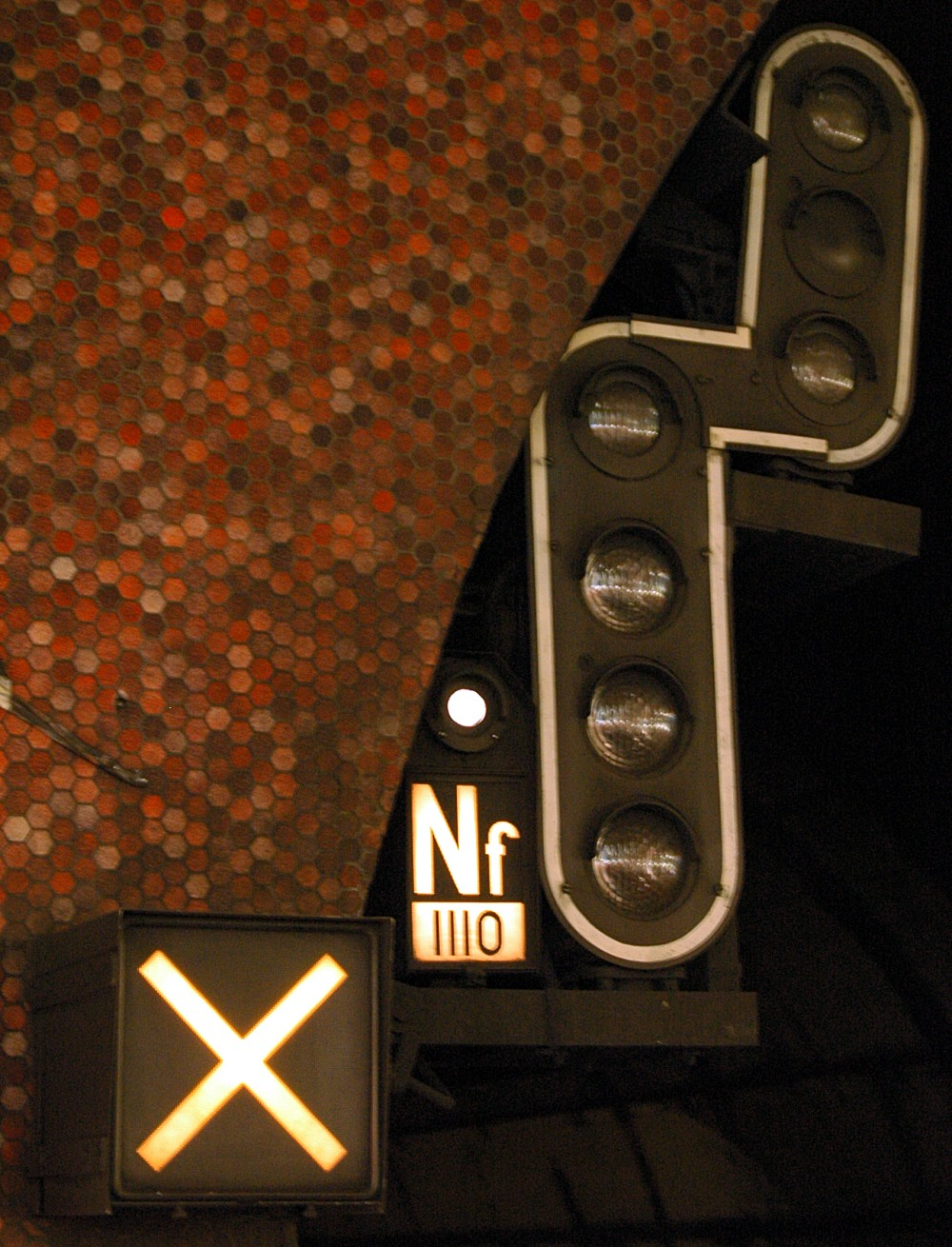
SACEM启用时停用的区间通过信号机

### 客流压力
由于极大的方便了郊区的通勤族快速横向穿越巴黎市区上下班，A线通车伊始便好评如潮。此外，A线还大大减轻了地铁1号线和圣拉扎尔路网的负荷，从而使巴黎铁路系统自1950年代以后的过饱和状况得到可观的缓解.
但很快，这条旨在缓解其它路网负荷的线路在1980年代中期也跟着饱和了。据统计，从1997年至2006年，A线各路段的客流增长明显，其中，中心路网增长了54%，马恩河谷增长了36%，拉德芳斯增长了33%，东部近郊增长了29%，布瓦西增长了16%，西北部Transilien路段增长了17%。最近10年内，马恩河谷的年客流量增长了600万人，全线日客流量最高时达到110万人。2010年，A线的客流量 (包括西北Transilien) 占巴黎郊区通勤铁路的25%，全线客流量的57.4%集中在中心路网，其次是马恩河谷，占15.2%，其余的27.4%由其它路段均分。
A线车站中，有几个车站的客流量居高不下，比如里昂车站，年客流量达到3701万，沙特莱-大堂站则达到3375万，拉德芳斯站达到3357万，奥柏站2384万，凯旋门站2199万，民族广场站1921万，而这些车站都坐落在中心路段上.
客流压力带来的一连串问题，比如晚点，线路老化和故障，迫使RATP和SNCF设计新的方案来阻止情况持续加重。比如: 升级到驾驶运作及维护辅助系统 (SACEM)，延长地铁1号线到拉德芳斯，增加一个转乘站和A线转乘; 开通现代化无人驾驶的14号线 (东西快速地铁)，缓解A线和1号线的紧张局面; 开通法兰西岛大区快铁E线，改善东部地区的交通状况; 引入双层列车MI 2N及MI09.

### 列车服务增值措施

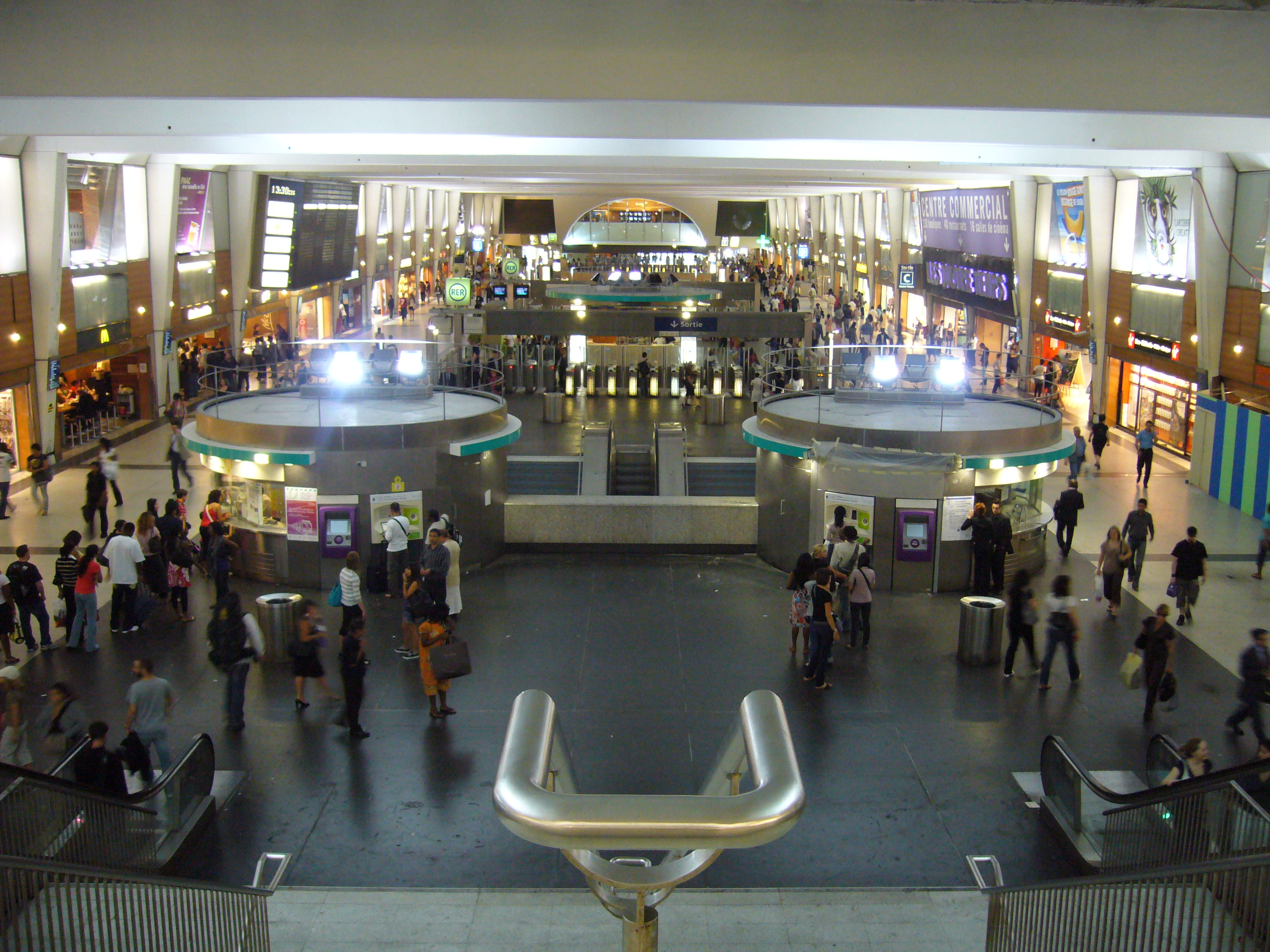
拉德芳斯站上层大厅

自2008年2月4日起，RATP和SNCF大幅修改了A线在非高峰期的运作方式，以改善服务质素，特别是塞尔吉地区 (A3) 的服务质素，内容大体如下:
- A3分支的发车频率由以往的20分钟一班翻倍至10分钟一班，而A4分支(马恩拉瓦莱-谢西站)的频率也因此翻倍至5分钟一班，这样市中心路网每小时就有18班列车.

- 每10分钟一班往返于塞尔吉高地站和马恩拉瓦莱-谢西站的全程车，不停靠马恩河畔布里站与讷伊普莱桑斯站.

- 每20分钟一班往返于普瓦西站和大努瓦西东山站的区间车，全程停靠.

- 每20分钟一班往返于拉德芳斯站和大努瓦西东山站的短途区间车，全程停靠.

- 这样A3和A5共线路段每小时就有9班列车经过.

- 努瓦西站和丰特奈站之间的路段每小时有12班列车经过.

- 从讷伊普莱桑斯站或马恩河畔布里站前往努瓦西站以东的地段，必须在大努瓦西东山站转乘全程车，反之亦然.

- 在西北SNCF路段 (即塞尔吉站和普瓦西站)，A线的运行优先级高于圣拉扎尔路网的远郊车，因此从A线的SNCF路段转往圣拉扎尔车站，须在楠泰尔警局站多转一次车前往楠泰尔大学站.

RATP还宣称，在未来几年内，A线在市中心的班次频率将达到每小时24-27班.
但这种种措施效果到底有限，东部地区不断开辟住宅区，失业率居高不下，西部拉德芳斯商业区持续发展，使得东西走向的客流量仍然一天天增大，如今日客流量超过100万，年客流量达到3亿。这种整体性的规划失策，已经导致难以弥补的恶果，哪怕E线向西延伸都只能是治标不治本，最终，A线的缓解之路依然是前途漫漫.

## 未来计划

### 列车和SACEM系统更新

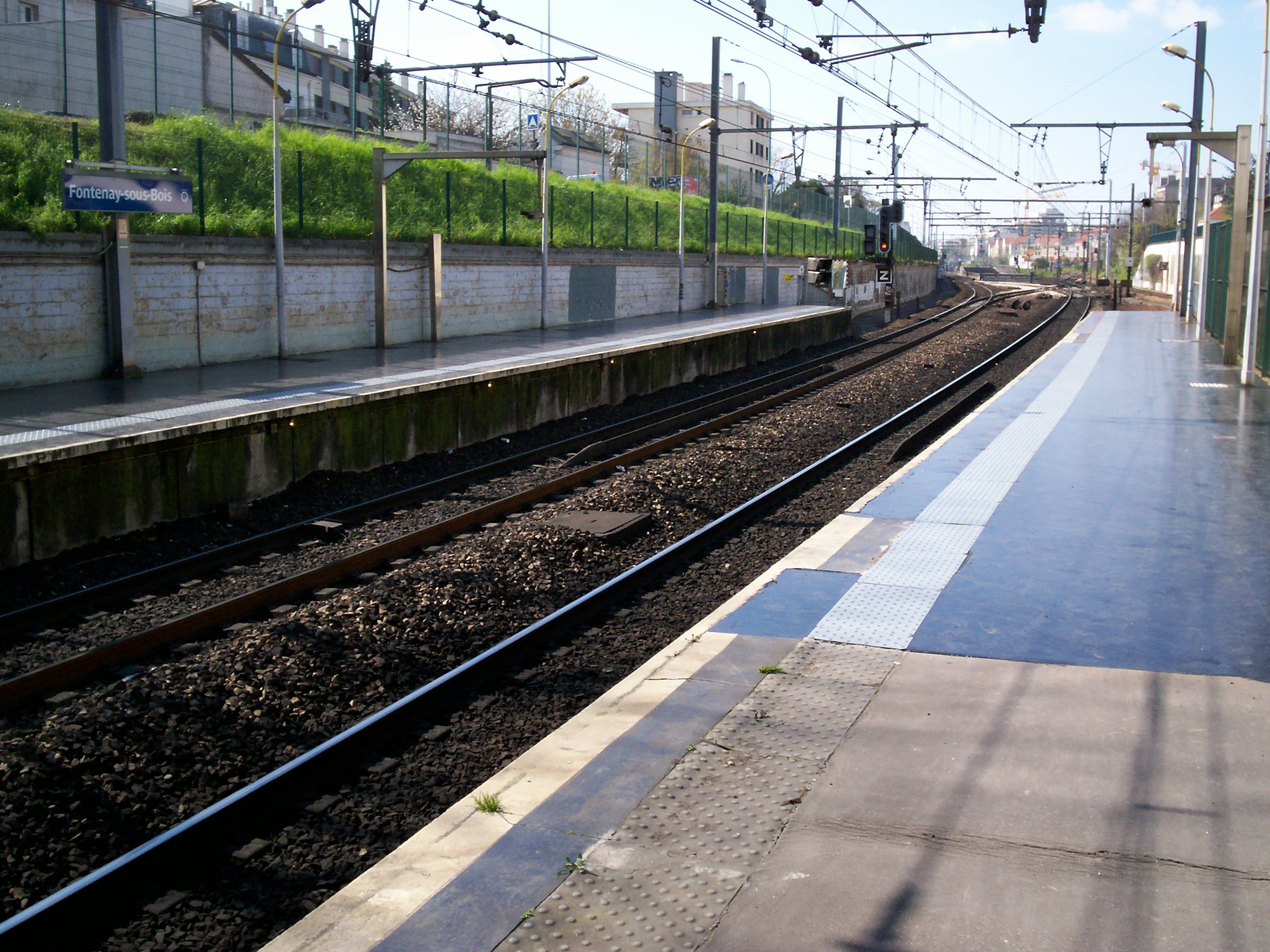
丰特奈苏布瓦车站

由于A线的饱和状况实在严重，RATP在2009年订购了30辆新款的MI 09列车，已于2011年投入使用，并彻底逐步取代日渐老化的MI 84列车，和无法长久运行下去的MS 61列车。该项目耗资917万欧元，RATP负责2/3，法兰西岛运输联合会负责1/3，目前已完成.
A线的中心路网配备了SACEM讯号系统，可以有效缩短列车时间间隔，提高发车率，RATP还计划更新该系统，并将其覆盖范围扩展至东郊的大努瓦西东山站。不过在SNCF的西北路段，其讯号系统已经老旧过时，于是RATP又计划开发另一个讯号系统——Next，便于和SNCF兼容，预计到2020年完成.

### 丰特奈苏布瓦站改造
丰特奈苏布瓦是A2分支 (布瓦西) 上靠近A线中央路段的一个车站，但A4分支 (马恩河谷) 却没有这样一个对应车站。法兰西岛规划办已经批准改造该车站，使之代替万塞讷成为A线东部的分支交汇点，工程将在2014年至2020年之间进行.
但实际上，截至目前（2018年3月），这一工程仍未开始，很有可能因为成本问题而被取消。

### 远景规划
2011年2月9日，STIF投票通过了由RATP，SNCF和RFF (法国铁路网) 共同参与的A线远景规划。该规划包含多项正在进行的研究，用于改善线路的服务质素。而改善服务的技术可能性以及对准点率产生的影响，还有成本和效益都将包含在研究当中。该研究将最终得出一个落实方案，包括近期，中期和长远落实项目，由RATP起草，预计于2012年第一季度完成撰写.

#### RATP的研究内容
- 在里昂车站新增2条路轨;
- 改善马恩拉瓦莱-谢西站的列车调头能力;

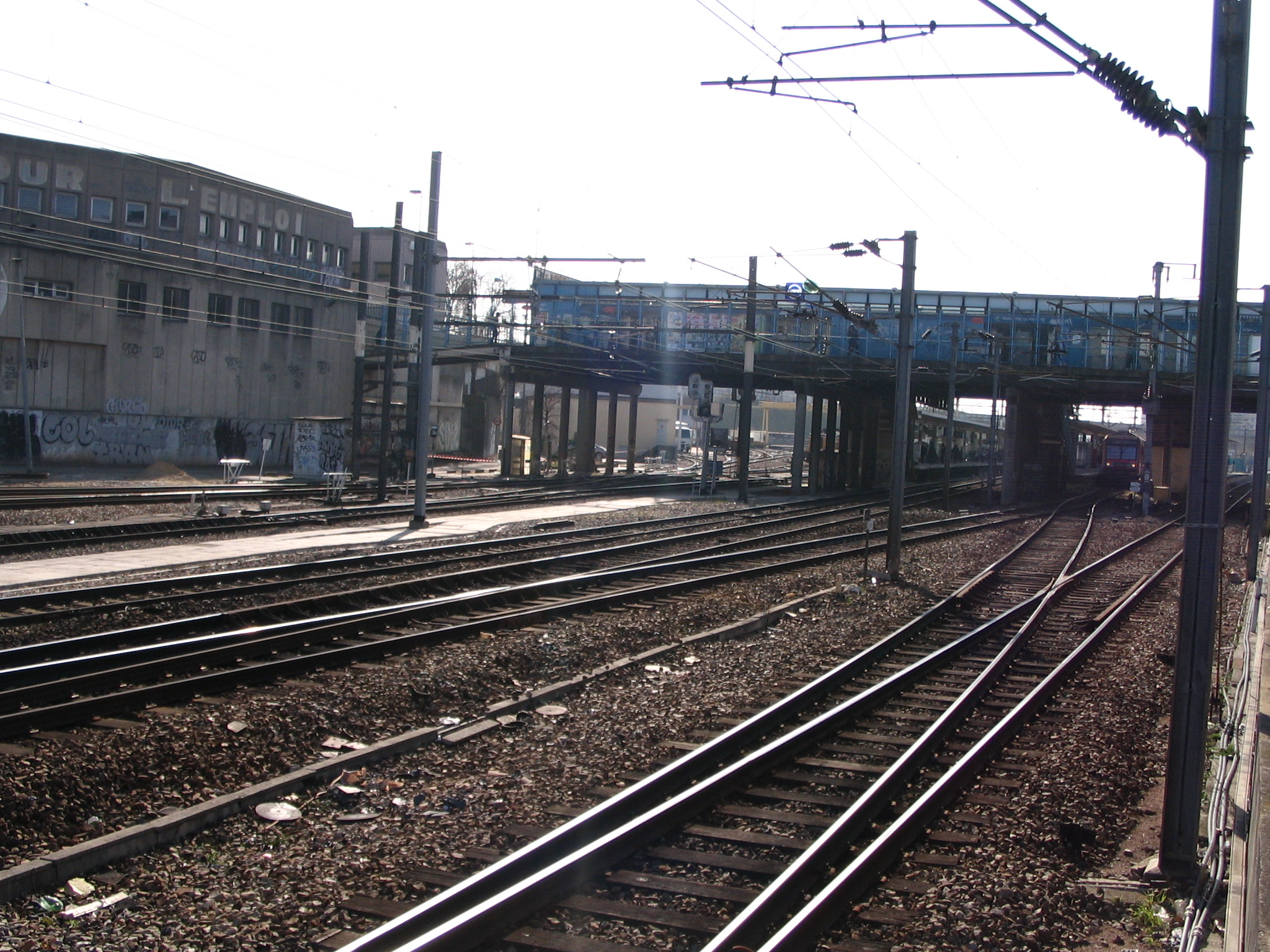
楠泰尔大学站

- 改善托尔西车厂和拉瓦雷讷站的列车回场出场调度能力;
- 在中心路段各车站安装月台闸门;
- 在中心路段实现列车自动领航 (pilotage automatique);
- 使列车运作和旅客服务整齐划一;
- 逐步停止在楠泰尔省府站更换司机 (用于进出西北SNCF路段)，改由单一司机驾驶全程;
- 在重要车站加装旅客疏导设备;
- 在丰特奈谷站兴建一个列车调头渡线，用于运作受到干扰时;
- 在拉德芳斯站加装额外的通讯设备;
- 改善凯旋门站的调头渡线，用于运作受到干扰时;
- 将SACEM讯号系统加装至东郊的大努瓦西东山站;
- 将所有的列车班次都改为慢车，停靠所有车站，或准慢车;
- 修改列车时刻表，加大列车班次频度，包括夏季，夜晚，低峰期的列车频度，特别是针对前往马恩河谷分支的迪士尼乐园游客;
- 在马恩河谷终点站之前再新增一个车站;
- 将平时 (非夏季) 早班高峰期的部分班次起点从托尔西站延长至马恩拉瓦莱-谢西站，晚班高峰期的部分班次终点从努瓦西延长至马恩河谷，相应的新增在马恩河谷终点前两站的停靠.

#### SNCF的研究内容
- 逐步停止在楠泰尔行政区站更换司机 (用于进出西北SNCF路段)，改由单一司机驾驶全程;
- 使列车运作和旅客服务整齐划一;
- 修改列车时刻表，加大列车班次频度，包括夏季，夜晚，低峰期的列车频度.

#### RFF的研究内容
- 修改塞尔吉终点站路轨布局的可能性，增加列车存放点;
- 在楠泰尔大学站的SNCF月台 (属于远郊铁路西北线) 兴建调头渡线，在楠泰尔行政区站和萨特鲁维尔站之间也兴建一个 (位于高峰车反方向);
- 改善西北塞尔吉分支的服务质素，让部分列车绕经楠泰尔大学站 (而后才进入楠泰尔行政区站)，将部分往返普瓦西站的列车改往塞尔吉方向，可能的话，兴建专有轨道.

## 周边主要旅游景点
- 拉德芳斯大拱门

- 凯旋门

- 巴黎迪士尼乐园